# Historia Wrocławia

## Budorigum
W czasach antycznych na obecnych terenach Wrocławia lub w bliskiej okolicy istniała miejscowość o nazwie Budorigum. Została ona odwzorowana na antycznej mapie Klaudiusza Ptolemeusza z lat 142–147 n.e. O tym, że miejscowość ta znajdowała się w okolicach Wrocławia, informuje Lexicon Universale oraz wynika to z położenia wśród innych zidentyfikowanych miejscowości Śląska. Część hipotez łączy antyczną osadę Budorigum z samym Wrocławiem, część wskazuje jednak na jej lokalizację w Brzegu lub jego okolicach.

## Pradzieje
Istnieją materialne pozostałości rzymskich śladów w północno-zachodniej części miasta, gdzie odkryto denara ze schyłkowego okresu Republiki Rzymskiej. Kultura przeworska pozostawia większą część archeologicznych zabytków na terenie Wrocławia. W Żernikach zbadano pozostałości osady hutniczej z wczesnego okresu wpływów rzymskich – zidentyfikowano siedem pieców hutniczych na powierzchni jednego ara. We Wrocławiu-Zakrzowie odnaleziono pozostałości grobów pochodzących z okresu kultury przeworskiej. Trzy groby książęce (III/IV w.) posiadały bogate wyposażenie, na które składały się m.in. szklane naczynie, klamry i pozłacane srebrne blaszki, będące częścią pasa, srebrna fibula, kostki do gry. W latach 2006/2007 przeprowadzono również badania, które zidentyfikowały mniejsze, choć starsze cmentarzysko znajdujące się w bliskiej odległości od grobów książęcych, związane z północną częścią bystrzycko-oławskiego rejonu osadnictwa kultury przeworskiej. Skromne znaleziska ceramiki pozwoliły na ustalenie pochodzenia grobów jamowych cmentarzyska na późny okres rzymski. Na terenie osiedla Wrocław-Pawłowice zbadano pozostałości studni datowanej na IV wiek n.e., na Oporowie zostały odkryte pozostałości pochówku szkieletowego z okresu I w. p.n.e./I w. n.e. Na Kozanowie znaleziono żelazną zapinkę i brązową szpilę z cmentarzyska okresu kultury przeworskiej, jest możliwe, że również na Grabiszynie istniało takie miejsce pochówku, gdyż została tam znaleziona fibulae. Znany jest również grób popielnicowy z Wrocławia-Popowic, który miał zawierać fragmenty ceramiki. Istnieją dowody na przechodzenie szlaku bursztynowego w okolicach Wrocławia, który był już w starożytności ważnym węzłem komunikacyjnym ze względu na korzystne uwarunkowania geograficzne, o czym świadczy osada z I wieku n.e. i trzy duże składy bursztynu na terenie przedmieścia Wrocław-Partynice.

## Migracja Słowian i okres wielkomorawski
Słowianie zaczęli swoją wędrówkę na zachód już w V wieku, a w drugiej połowie VI wieku migrowali wzdłuż Karpat zasiedlając, między innymi Kotlinę Czeską i Śląsk, a tym samym tereny dzisiejszego Wrocławia. Tereny Wrocławia najprawdopodobniej znajdowały się na pograniczu ziem, wymienionych w Geografie Bawarskim, plemion Ślężan i Trzebowian.
Zależność terenów przyszłego Wrocławia, jak i całego Śląska w IX wieku, od Wielkich Moraw, budzi wśród historyków kontrowersje. Część z nich, zwłaszcza z Europy Zachodniej i Czech, oponuje za przynależnością tych ziem do strefy wpływów politycznych Moraw, podczas gdy wśród historyków polskich, kwestia ta nie jest tak oczywista. Zwolennicy teorii zależności uważają, że potencjalna ekspansja mogła mieć miejsce w 885 r. i przebiegać przez Kotlinę Kłodzka. Powołują się przy tym na odkrycia archeologiczne, jak krzyżyk morawski, znaleziony na Ostrowie Tumskim we Wrocławiu. Znalezisko to, mimo swojego podobieństwa do przedmiotów tworzonych w Wielkich Moraw, jest jednak datowane na wiek X, czyli już po ich upadku. Na terenie Dolnego Śląska znajduje się również wiele innych, mniej spektakularnych, znalezisk pochodzenia wielkomorawskiego. Teorię, według niektórych, wspierają również przekazy o aktywności politycznej i wojskowej Wielkich Moraw na terenach Dolnego Śląska oraz bliskiego geograficznie Górnego Śląska, takie jak Żywot św. Metodego i Kronika Kosmasa. Wydarzenia w nich opisane są jednak często uznawane za późniejsze i przeniesione w czasie na okres wcześniejszy lub nie posiadają potwierdzenia w badaniach archeologicznych. Dla wielu historyków argumenty te świadczą o kontaktach handlowych i o odziaływaniu kulturowym, a nie o trwałej obecności politycznej i militarnej.

## Założenie miasta
Dawniej przyjmowano, że gród we Wrocławiu został założony przez czeskiego księcia Wratysława (cz. Vratislav I, 915–921), jednakże ekspansję na teren Śląska mógł przeprowadzić Bolesław I Srogi dopiero po roku 935, dlatego kwestia nazwy miasta jest polem do dalszych interpretacji (czeski książę mógł w nazwie Wrocławia upamiętnić imię swojego ojca, Wratysława). W badaniach archeologicznych nie odkryto jak dotąd śladów, które by wskazywały na funkcjonowanie wcześniej niż przed 940 rokiem grodu na wrocławskim Ostrowie Tumskim. Nie ma więc możliwości, aby Wrocław wcześniej pełnił rolę czeskiego ośrodka administracyjnego. W roku 985 na Ostrowie Tumskim powstał pierwszy gród wybudowany przez Mieszka I. W tym też okresie miasto wraz z resztą Śląska przeszło we władanie rodu Piastów.
W 1000 roku na zjeździe gnieźnieńskim cesarz Otton III i Bolesław Chrobry ustanowili w mieście biskupstwo rzymskokatolickie podporządkowane arcybiskupstwu w Gnieźnie; krótko po tym powstała w obrębie grodu pierwsza katedra romańska. I choć miasto istniało już wcześniej, datę tę traktuje się oficjalnie jako początek jego istnienia: w 2000 roku uroczyście obchodzono tysiąclecie Wrocławia. Z czasem ośrodek urbanistyczny przeniósł się na lewy brzeg Odry w okolice kościoła św. Andrzeja i Magdaleny, a potem około wieku XIII w okolice kościoła św. Elżbiety i dzisiejszego Starego Miasta.

## Rozwój (X–XIII wiek)

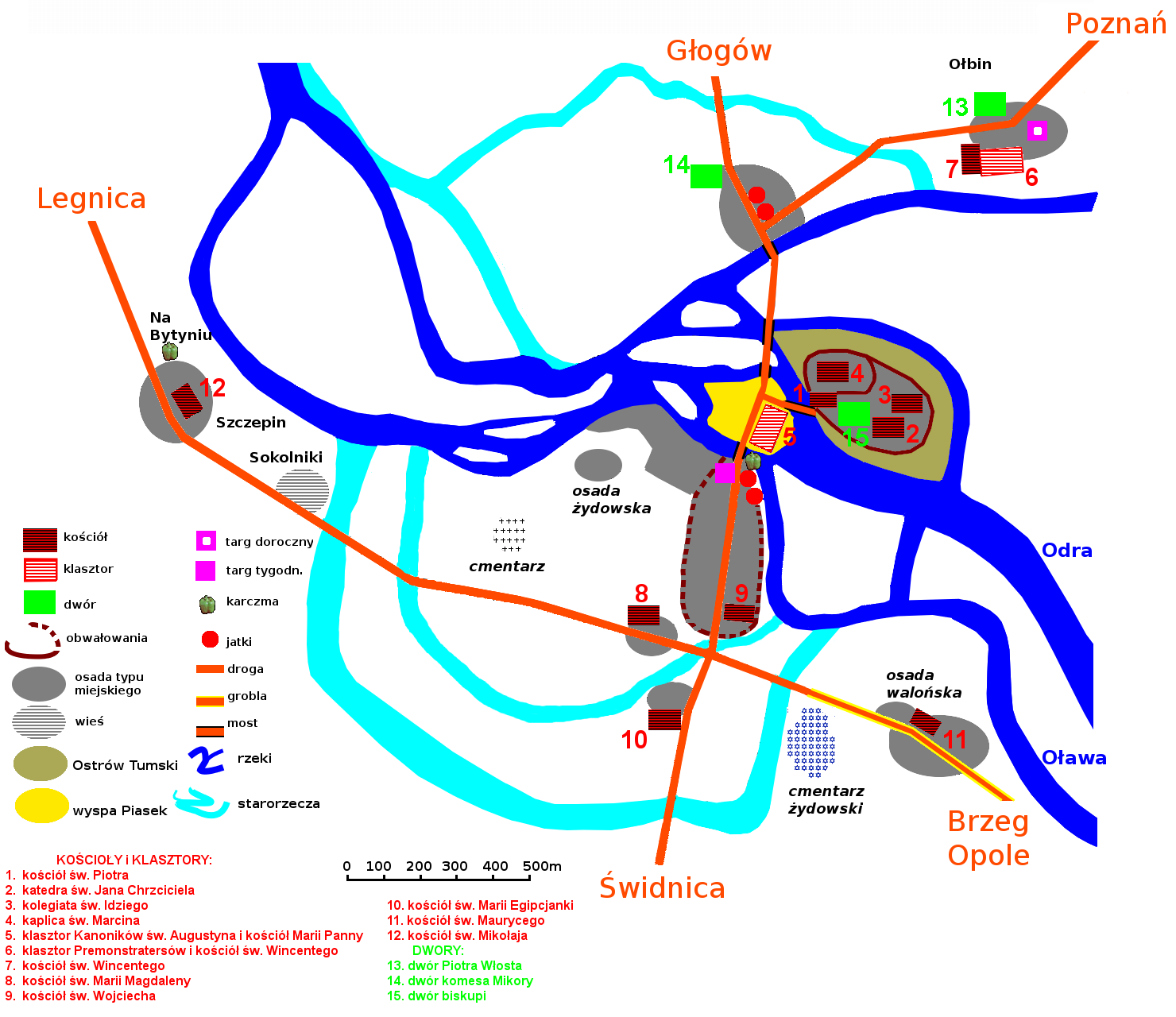
Wrocław w XII–XIII wieku

Miasto dzieliło dzieje Śląska będąc jego centrum gospodarczym i administracyjnym. Przy osłabieniu władzy Piastów przechodziło w ręce Przemyślidów. Stało się tak m.in. w 1038, gdy w wyniku trwającego od 4 lat antychrześcijańskiego powstania doszło do najazdu czeskiego księcia Brzetysława I, a biskup wrocławski zmuszony był opuścić gród i aż do restytucji biskupstwa w 1051 rezydował najprawdopodobniej w Smogorzewie koło Namysłowa. Z okresu tego pochodzą odkryte we Wrocławiu szczątki świątyni pogańskiej z lat 30. XI wieku. Z Kroniki polskiej Galla Anonima znamy dwóch komesów Wrocławia z drugiej połowy XI w.: Magnusa i Wojsława.
Po nieudanym oblężeniu Głogowa przez siły niemieckie podczas wojny polsko-niemieckiej król niemiecki Henryk V skierował się w kierunku Wrocławia. Podczas marszu armia niemiecka i jej czescy sojusznicy byli nękani przez Bolesława Krzywoustego prowadzącego wojnę podjazdową. Przekazy źródłowe dotyczące wydarzeń po dotarciu wojsk niemieckich pod Wrocław są ze sobą sprzeczne. W Kronice Galla Anonima, która była spisana zaledwie kilka lat po wydarzeniach, znajduje się jedynie informacja o tym, iż najeźdźcy ponieśli bliżej nieokreślone straty. Według młodszej Kroniki Wincentego Kadłubka miało dojść do walnej bitwy na terenie dzisiejszego osiedla Psie Pole, która zakończyła się zwycięstwem sił polskich. Współcześnie badacze kwestionują historyczność relacji Kadłubka, dopuszczając jedynie możliwość drobnej potyczki.
W 1138 po podziale kraju stało się siedzibą Władysława II Wygnańca do jego wygnania przez braci. Po powrocie, z pomocą cesarską, synów księcia – Bolesława Wysokiego i Mieszka Plątonogiego, stało się siedzibą pierwszego, który objął większość ojcowizny z tytułem księcia śląskiego.
Budowa zamku książęcego na lewym brzegu Odry naprzeciw Ostrowa Tumskiego (rejon dzisiejszego Uniwersytetu Wrocławskiego) i powstające wokół niego podgrodzia zapoczątkowały przeniesienie centrum miasta w to miejsce. Współcześnie uważa się, że pierwsza lokacja miasta nastąpiła jeszcze pod rządami Henryka Brodatego, przyjmuje się daty 1214 (z tego roku zachowała się lista urzędników miejskich) lub 1226.  W dokumencie z 1229 wymieniony jest pierwszy wójt Wrocławia, Aleksander, jeden z przodków rodziny Stilevoyt, grającej ważną rolę w średniowiecznej historii miasta. Żaden z aktów lokacyjnych miasta się nie zachował. Biorąc pod uwagę iż Wrocław był już wówczas największym miastem Śląska możliwe jest że lokacja odbyła się nawet przed 1214 rokiem. Ostrów Tumski stopniowo przechodził w posiadanie władz kościelnych. Ostatnim władcą rezydującym stale na Ostrowie był Henryk IV Probus.

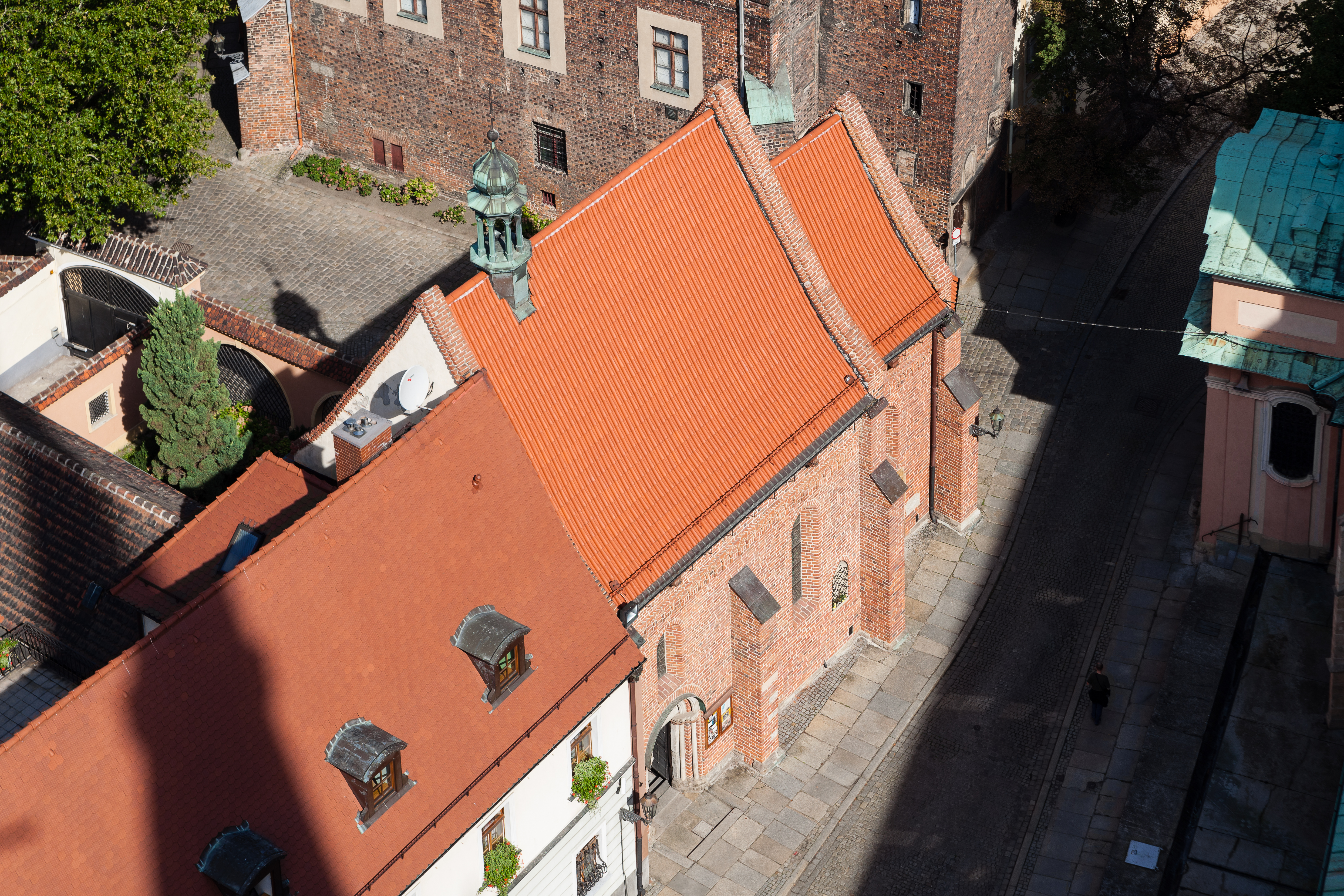
Kościół św. Idziego we Wrocławiu zbudowany w latach 20 XIII wieku

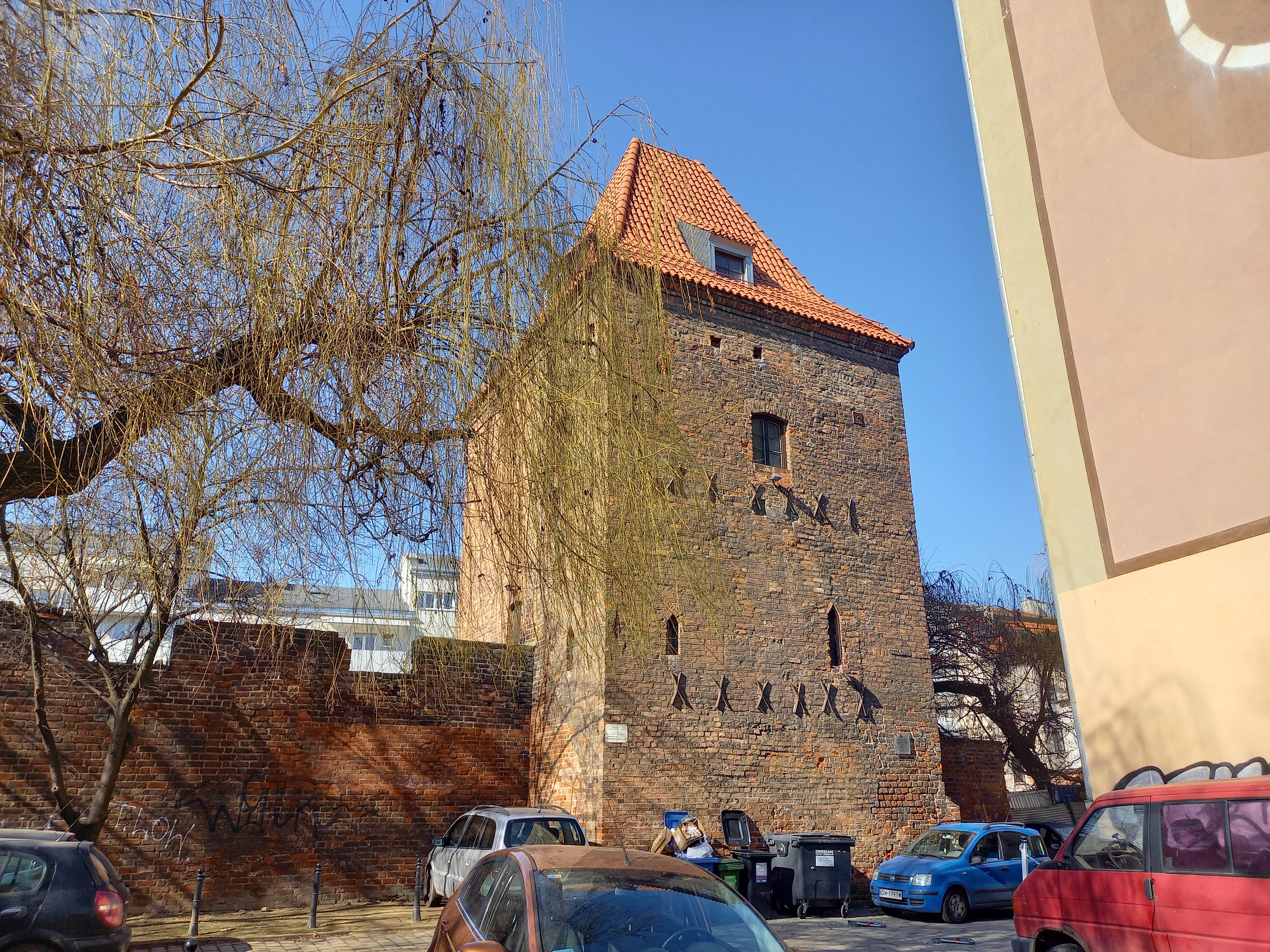
Baszta Niedźwiadka i pozostałości murów obronnych miasta

W kwietniu 1241 roku wobec najazdu mongolskiego miasto zostało opuszczone w popłochu przez mieszczan i na rozkaz Henryka II Pobożnego, ze względów strategicznych, spalone. Majątek oraz żywność z miasta zostały wcześniej zwiezione do zamku, w którym zorganizowano obronę. Oblężenie zamku zakończyło się po kilku dniach szczęśliwym odstąpieniem nieprzyjaciela. Tradycja przypisuje to cudowi, który zdarzył się za sprawą pierwszego przeora dominikanów wrocławskich Czesława Odrowąża. Po jego gorliwej modlitwie na niebie miała pojawić się ognista kula, lub według innych przekazów słup ognia lub zorza, która przestraszyła Tatarów.
To wydarzenie z 1241 r. opisał Jan Długosz w Rocznikach Królestwa Polskiego:

Tatarzy zaś, zastawszy miasto spalone i ogołocone zarówno z ludzi, jak z jakiegokolwiek majątku, oblegają zamek wrocławski. Lecz gdy przez kilka dni przeciągali oblężenie, nie usiłując zdobyć [zamku], brat Czesław z zakonu kaznodziejskiego, z pochodzenia Polak, pierwszy przeor klasztoru św. Wojciecha we Wrocławiu /.../, modlitwą ze łzami wzniesioną do Boga odparł oblężenie. Kiedy bowiem trwał w modlitwie, ognisty słup zstąpił z nieba nad jego głowę i oświetlił niewypowiedzianie oślepiającym blaskiem całą okolice i teren miasta Wrocławia. Pod wpływem tego niezwykłego zjawiska serca Tatarów ogarnął strach i osłupienie do tego stopnia, że zaniechawszy oblężenia uciekli raczej niż odeszli.

Norman Davies zaproponował naturalne wytłumaczenie tego świetlistego zjawiska, które tradycja nazywa cudem bł. Czesława. Autor ten sugeruje, że „Ślązacy – jako pierwsi ludzie Zachodu – doświadczyli być może skutków militarnego wykorzystania prochu”. Jeśli można by widzieć tę „tajną broń” Tatarów w opisywanych przez Długosza zjawiskach magicznych: „para, dym i mgła o tak cuchnącym odorze”, doświadczanych przez wojska Henryka Pobożnego pod Legnicą, nie wiadomo jak odnieść to wytłumaczenie do zjawiska ognistej kuli. Jeśli bowiem kula była dziełem Tatarów i jednocześnie odstraszyła ich od zdobywania zamku wrocławskiego tak, że „uciekli raczej” – znaczyłoby, że Tatarzy przestraszyli użytym prochem samych siebie, lub raczej po zaprószeniu ognia we własnych zapasach prochu stracili możliwość kontynuacji oblężenia.
Po najeździe dokonano lokacji miasta na prawie niemieckim (podobno potwierdzonej w marcu 1242 przez Bolesława Łysego), wytyczając nowe ulice i obecny Rynek.
W 1262 powołano radę miejską, a od 1299 do 1351 trwała budowa nowych murów miejskich.

## Rozkwit miasta (XIII–XVI wiek)
Rozwój stymulowały kolejne przywileje książęce. 31 stycznia 1272 Henryk IV Probus nadał miastu prawo mili, a dwa lata później pierwszy w Polsce przywilej prawa składu. W 1290 na Probusie wygasła pierwotna linia piastowskich książąt wrocławskich. W 1323 roku Władysław Łokietek otrzymał ofertę przejęcia władzy nad miastem od Henryka VI, jednak z bliżej niewiadomych przyczyn ją odrzucił. W 1335 roku po śmierci Henryka VI Dobrego księstwo wrocławskie przeszło pod władzę Luksemburgów zgodnie ze wcześniejszą umową zmarłego z Janem Luksemburskim.
7 kwietnia 1348 roku cesarz Karol Luksemburski formalnie włączył miasto wraz ze Śląskiem do Korony Czeskiej, tym samym czyniąc je częścią Świętego Cesarstwa Rzymskiego (Narodu Niemieckiego).
W 1349 roku Wrocław przystąpił do konfederacji miast wielkopolskich, mającej na celu ukrócenie rabunków na drogach.
Pierwsza wzmianka o istnieniu zegara na ratuszu datuje się na rok 1362. W 1387 miasto otrzymało swój pierwszy wodociąg. Rok 1416 to data zakończenia budowy gotyckiej katedry. Miasto przeżywa rozkwit handlu. Wrocław utrzymywał kontakty handlowe z miastami regionu sudecko-karpackiego (m.in. Krakowem, Pragą, Budą), z sąsiednimi Łużycami i Saksonią oraz z licznymi ośrodkami na terenach górnoniemieckich (m.in. Norymbergą, Ratyzboną, Wiedniem). Do końca średniowiecza trwał także handel miasta z Wenecją. We Wrocławiu działali kupcy włoscy, m.in. Antonio di Giovanni di ser Matteo z Florencji w latach 1410-1443.
Do roku 1474 Wrocław pozostawał członkiem Hanzy (formalnie do 1515). U schyłku XV wieku do budżetu miasta wpływało między 15 a 18 tysięcy grzywien. Dla porównania budżet Krakowa wynosił wówczas 1750 grzywien a Poznania 750. W latach 1490–1513 Wrocław prowadził wojnę handlową z Polską, głównie Krakowem.
O znaczeniu dochodów czerpanych z handlu świadczą dwa wydarzenia. W 1382 biskup wrocławski obłożył całe miasto klątwą, gdy mieszczanie próbowali uniemożliwić duchowieństwu łamanie miejskiego monopolu piwnego. Z kolei w 1418 doszło do powstania przeciwko nadużyciom rady miejskiej. Ratusz został zdobyty przez tłum rzemieślników, a wielu bogatych rajców zdekapitowano lub defenestrowano z wieży. Interwencja króla Zygmunta Luksemburskiego przywróciła stare porządki – w 1420 roku 27 przywódców rewolty stracono na Rynku. Pochowano ich pod drogą wiodącą z Rynku do kościoła św. Elżbiety – w intencji władz wierni udający się do kościoła mieli deptać po trupach wichrzycieli.
W okresie wojen husyckich Wrocław był centralnym ośrodkiem katolicyzmu. 15 marca 1420 roku przeprowadzono egzekucję praskiego husyty Jana Krâsy. Po torturach wleczono go końmi aż do śmierci, a następnie jego zwłoki zostały spalone na stosie. Zwołany 17 marca we Wrocławiu sejm Rzeszy, z udziałem papieskiego legata, ogłosił krucjatę przeciwko czeskim karcerzom. Z miasta Zygmunt Luksemburczyk prowadził cztery wyprawy krzyżowe do Czech. Rejzy odwetowe husytów kilkakrotnie podchodziły pod mury Wrocławia, pustosząc okolice, jednak nie były w stanie zagrozić fortyfikacjom samego miasta. Nie uchroniło to wrocławian przed konsekwencjami ekonomicznymi wojen. Znacząco ucierpiał miejski budżet oraz handel, czego nie kompensowało wyłączenie z konkrencji obłożonej interdyktem Pragi. Umocniły się stosunki z Krakowem — pochodzący z Wrocławia studenci chętniej wybierali tamtejszą uczelnie w wyniku przejęcia przez husystów uniwersytetu Karola.
5 czerwca 1443 r. Wrocław nawiedziło trzęsienie ziemi o sile na ok. 6 stopni w skali Richtera i szacuje się, że w wyniku trzęsienia ziemi zginęło 30 osób. Jak podaje Jan Długosz w Rocznikach czyli Kronikach sławnego Królestwa Polskiego w księdze XII pisał o tamtych wydarzeniach podając informacje, że trzęsienie ziemi miało miejsce w Królestwie Polski i jej sąsiednich okolicach, rozwalały się wieże, budowle murowane, ludzie byli ogarnięci strachem oraz, że wszystko co było płynne tryskało . Podobnych informacji na ten temat podaje Janusz Pagaczewski w „Katalogu trzęsień ziemi w Polsce w latach 1000-1970”. Podawana jest tam godzina tego trzęsienia ziemi od 15 do 16 że we Wrocławiu i jej okolicach budynki poniosły szkody silne bądź lekkie przykładowo w Brzegu spadła część sklepienia kościoła farnego oraz w Krakowie zawaliło się sklepienie kościoła św. Katarzyny.
W 1458 r. Wrocław nie uznał władzy husyckiego króla Jerzego z Podiebradów, stając się centrum opozycji przeciwko jego władzy. Zawarta w obliczu oblężenia ugoda z 1460 r. dała miastu trzy lata na podporządkowanie się. W 1463 r. papież Pius II wezwał wrocławian do dalszej odmowy posłuszeństwa. W 1466 r. Wrocław będący jednym z głównych ośrodków opozycji antyhusyckiej zaproponował tron czeski królowi Polski, Kazimierzowi Jagiellończykowi, ten jednak nie chciał się mieszać konflikt z husytami, toteż w 1468 r. miasto z całym Śląskiem i Łużycami zostało zajęte przez króla węgierskiego Macieja Korwina, który w maju 1469 r. w Ołomuńcu został obwołany czeskim antykrólem w obecności części książąt śląskich oraz legata papieskiego.
W 1474 roku miasto wystąpiło ze związku Hanzy. W tym samym roku, podczas wojny z Maciejem Korwinem, miasto bezskutecznie próbował zająć król Polski Kazimierz Jagiellończyk i jego syn, król Czech Władysław. W listopadzie trzej władcy doszli do porozumienia we wsi Muchobór Wielki pod Wrocławiem. W następnych latach, pod rządami węgierskiego króla Korwina, utrwalonych traktatem w Ołomuńcu (1479), miasto obarczane było coraz większymi ciężarami fiskalnymi przy jednoczesnym ograniczaniu roli miejscowej rady. Do apogeum konfliktu mieszczan z władzą centralną doszło po nominowaniu w 1487 r. na starostę księstwa wrocławskiego Heinza Dompniga. Po śmierci Macieja Korwina w kwietniu 1490 r. Dompnig niezwłocznie został oskarżony o działania wbrew interesom miasta i o nadużycia, skazany na śmierć i stracony w lipcu tego samego roku na wrocławskim Rynku. Śmierć Korwina pozwoliła także Władysławowi na odzyskanie kontroli nad ziemiami pobocznymi Korony Czeskiej wraz z Wrocławiem zgodnie z pokojem z Ołomuńca.
W 1475 we Wrocławiu została założona Drukarnia Świętokrzyska, która opublikowała tzw. Statuty Elyana, zawierające pierwsze w historii teksty wydane drukiem w języku polskim.
W 1505 Władysław II Jagiellończyk wystawił miastu przywilej tworzący czterowydziałowy uniwersytet. Jednak wobec protestów Uniwersytetu Jagiellońskiego u papieża Juliusza II postanowienia dokumentu nie zostały zrealizowane.
W 1523 po kazaniach Jana Hessa, byłego współpracownika biskupa Jana Thurzona, w farze Świętej Marii Magdaleny miasto przyjęło reformację.
W latach 1531–1555 pomiędzy dzisiejszymi osiedlami Biskupin i Bartoszowice a Opatowicami wykonano przekop Bartoszowicko-Szczytnicki, puszczając główny nurt Odry w kierunku Szczytnik co zmieniło nurt Starej Odry i skróciło jej meandrujący bieg w obrębie najbliższych okolic ówczesnego miasta.

## Okres wojen (XVII–XVIII wiek)
Okres wojen (XVII–XVIII wiek)

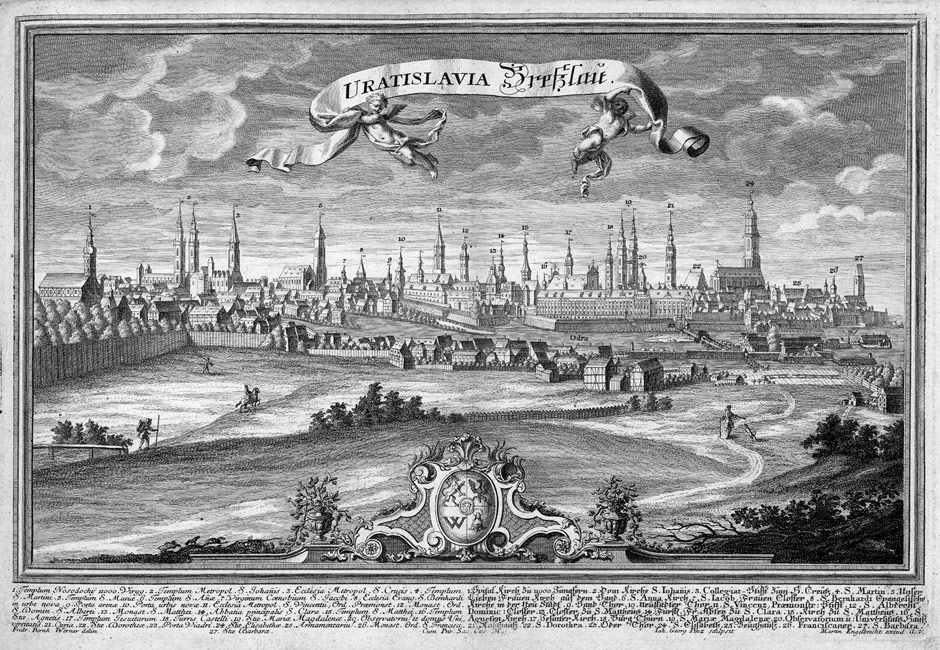
Wrocław Miasto Wież – rok 1736

Wrocław w okresie wojny trzydziestoletniej (w okresie 1618 - 1626)
Wrocław poparł w 1619 buntujące się przeciw Ferdynandowi II, protestanckie stany Czeskie. Fryderyk V (Palatyn Reński – wybrany na nowego króla Czech) przybył osobiście na Śląsk, by odebrać hołd lenny od stanów Śląskich. Skłonił też prowincje by wzięła udział w obronie państwa. We Wrocławiu, jak i w ks. Wrocławskim uchwalono nowy podatek wojenny. W 1620 roku w posiadłości namysłowskie wjechali lisowczycy. Zostali jednak przepędzeni przez żołnierzy prowincjonalnych. 27 pojmanych lisowczyków zostało straconych we Wrocławiu po wyroku sądu. Odziały Śląskie wspomagały zarówno Czechów, jak i walczyły z wojskami Saskimi. W listopadzie 1620 roku armia Fryderyka V została rozbita pod Białą Górą. We Wrocławiu uzyskał on wprawdzie nowe podatki na wojnę, jednak sam w końcu udał się do Berlina, opuszczając Śląsk. Śląsk ominęła fala poważnych represji ze strony habsburskiej. 25 lutego 1621 r. zawarto w Dreźnie tzw. Akrod Drezdeński - zachowano „list majestatyczny” z 1609 r., a także uchwalono amnestie. Prowincja Śląska miała jednak zapłacić 300 tys. talarów(lub guldenów).
W prowincji przebywały oddziały cesarskie i wyciągały one kontrybucje. Poważne zaś działania wojenne, znów miały miejsce na Śląsku dopiero w 1626 roku. W 1626 roku na Śląsk wjechał Ernst von Mansfeld, jednak Wrocław został po stronie cesarskiej i nie wpłacił żądanej przez kondotiera kontrybucji. Później też jednak nie wpuszczono wojsk cesarskich do Wrocławia.
Finanse miasta w czasie wojny
Pomimo że Wrocław nie przyjął ani załóg cesarskich ani protestanckich – wojna mocno uderzyła w jego finanse. W okresie szczytowym – 1632–1636 wydatki osiągnęły 40% przychodów miasta (przed 1618 rokiem nie były one wyższe niż 5% przychodów). Ponowny powolny rozkwit nastąpił dopiero po pokoju westfalskim.
Tabela wydatków wojennych Wrocławia w latach 1618–1646 (wydatki zostały zawarte w talarach)
| Lata      | Personel miejski | Środki trwałe | Wojsko  | Kadra  | Salva gvardie | Komunikacja | Inne   | Razem   |
| 1618/1619 | 1739             | 2558          | –       | –      | –             | –           | –      | 4297    |
| 1620/1621 | 26 587           | 1913          | –       | 1 066  | –             | –           | 752    | 30 318  |
| 1621/1622 | 7651             | 1615          | 38 303  | –      | –             | –           | 49 052 | 89 621  |
| 1626/1627 | 35 831           | 858           | –       | –      | –             | –           | 1352   | 38 041  |
| 1631/1632 | 31 880           | 3478          | 13 111  | 89     | 316           | –           | 994    | 49868   |
| 1632/1633 | 41 132           | 1927          | 128 952 | –      | 50            | –           | 2372   | 174 433 |
| 1633/1634 | 49 237           | 2446          | 54 085  | –      | 37            | –           | 4504   | 110 309 |
| 1635/1636 | 44 806           | 2008          | 74 193  | 8360   | 6451          | 643         | 205    | 136 666 |
| 1638/1639 | 34438            | 2541          | 4577    | 567    | 160           | –           | –      | 42283   |
| 1639/1640 | 37 114           | 2369          | 8443    | –      | –             | –           | –      | 47926   |
| 1641/1642 | 35 702           | –             | 33 792  | 243    | –             | –           | –      | 69 737  |
| 1642/1643 | 51 119           | –             | 77 683  | –      | –             | –           | –      | 128 802 |
| 1643/1644 | 70 734           | 1960          | 12 887  | –      | –             | 27          | –      | 85 608  |
| 1644/1645 | 65 802           | 3362          | 32 883  | 15 741 | –             | –           | –      | 117 788 |
| 1645/1646 | 64 954           | 1894          | 43 858  | 3547   | 1427          | –           | –      | 115 680 |

W 1637 roku doszło w mieście do powrotu odwołanych od 1595 roku jezuitów. Po trzech latach działalności w 1640 r. zakonnicy założyli gimnazjum jezuickie, które w 1646 roku zostało przekształcone w kolegium jezuickie. Cesarz Leopold I w 1702 erygował w mieście uczelnię wyższą Universitas Leopoldina (dziś Uniwersytet Wrocławski), który powstał w miejsce istniejącego od 1659 roku Kolegium jezuickiego. Uczelnia powstała mimo wieloletnich protestów protestanckiej Rady Miasta, a głównym inicjatorem jej powstania był urodzony w polskich Inflantach charyzmatyczny jezuita Fryderyk Wolff von Lüdinghausen. Uczelnia usytuowana była m.in. w obiektach zamku, który stopniowo wyburzano, wznosząc obiekty szkoły (najpierw powstał barokowy kościół pw. Najświętszego Imienia Jezusowego, a od 1728 roku reprezentacyjny budynek główny Uniwersytetu (Collegium Maximus)), będący do dziś wizytówką miasta.
W XVII wieku Wrocław był chętnie odwiedzanym miastem przez szlachtę Rzeczypospolitej. Bliskość granicy oraz dogodne połączenia drogowe sprawiały, że miasto stanowiło pierwszy przystanek dla podróżnych z Korony udających się w dalszą podróż po Europie. Miasto pełniło również funkcję ważnego ośrodka edukacyjnego i rzemieślniczego. Polscy szlachcice odwiedzali Wrocław zarówno w celach handlowych, jak i edukacyjnych, oddając tam swoje dzieci do szkół. Ze względu na strategiczne położenie oraz rozwiniętą sieć szlaków handlowych i komunikacyjnych, Wrocław był również dogodnym miejscem do prowadzenia działalności politycznej przez przedstawicieli Rzeczypospolitej.
Podczas potopu szwedzkiego miasto stało się schronieniem dla polskich dyplomatów, którzy korzystali z jego bliskości do europejskich dworów królewskich. Istniała nawet możliwość, że Wrocław stanie się miejscem azylu dla króla Jana II Kazimierza – cesarz Leopold I, za pośrednictwem hrabiego Kuefsteina, zaproponował mu rezydowanie w jednym z pałaców wrocławskich. Wrocław stał się również miejscem schronienia dla Sebastiana Jerzego Lubomirskiego, który po skazaniu na banicję został oficjalnie przyjęty przez hrabiego Jerzego Schaffgotscha.
Pierwsze wojny śląskie zaszkodziły miastu w ograniczonym stopniu, dopiero oblężenie miasta w 1760 roku przez von Laudona i uporczywa obrona von Tauentziena doprowadziła do znacznej liczby ofiar i sporych zniszczeń wskutek bombardowania artyleryjskiego. Jednak przejęcie Śląska przez Prusy Fryderyka II oznaczało utratę wszystkich dotychczasowych przywilejów. Na pociechę Wrocław otrzymał tytuł miasta królewskiego, stając się trzecią obok Berlina i Królewca rezydencją monarchy (niem. Königliche und Residenziale Hauptstadt Breslau – Królewskie i Rezydencjalne Stołeczne Miasto Wrocław). Wrocław był najbogatszym miastem królestwa (w 1803 roku jego dochody był 4-krotnością Królewca i 3,5-krotnością Berlina).
Choć ludność zwolniono z uciążliwej służby wojskowej, miasto podobnie jak konkurująca z nim Świdnica zostało silnie ufortyfikowane, co wobec zakazu wznoszenia budowli na przedpolu umocnień utrudniło rozwój urbanistyczny.

## Kampania napoleońska

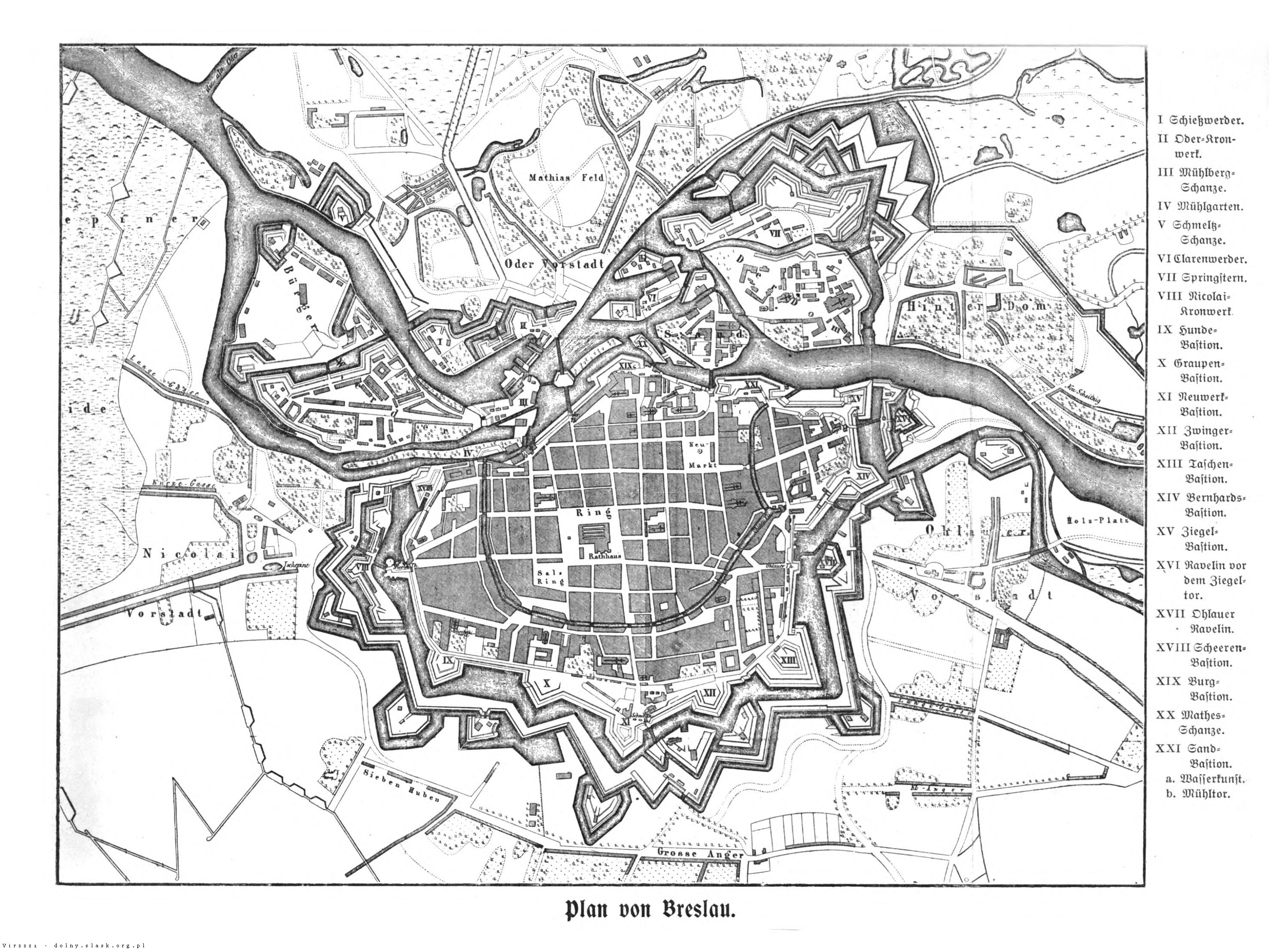
Mapa fortyfikacji Wrocławia 1806/1807

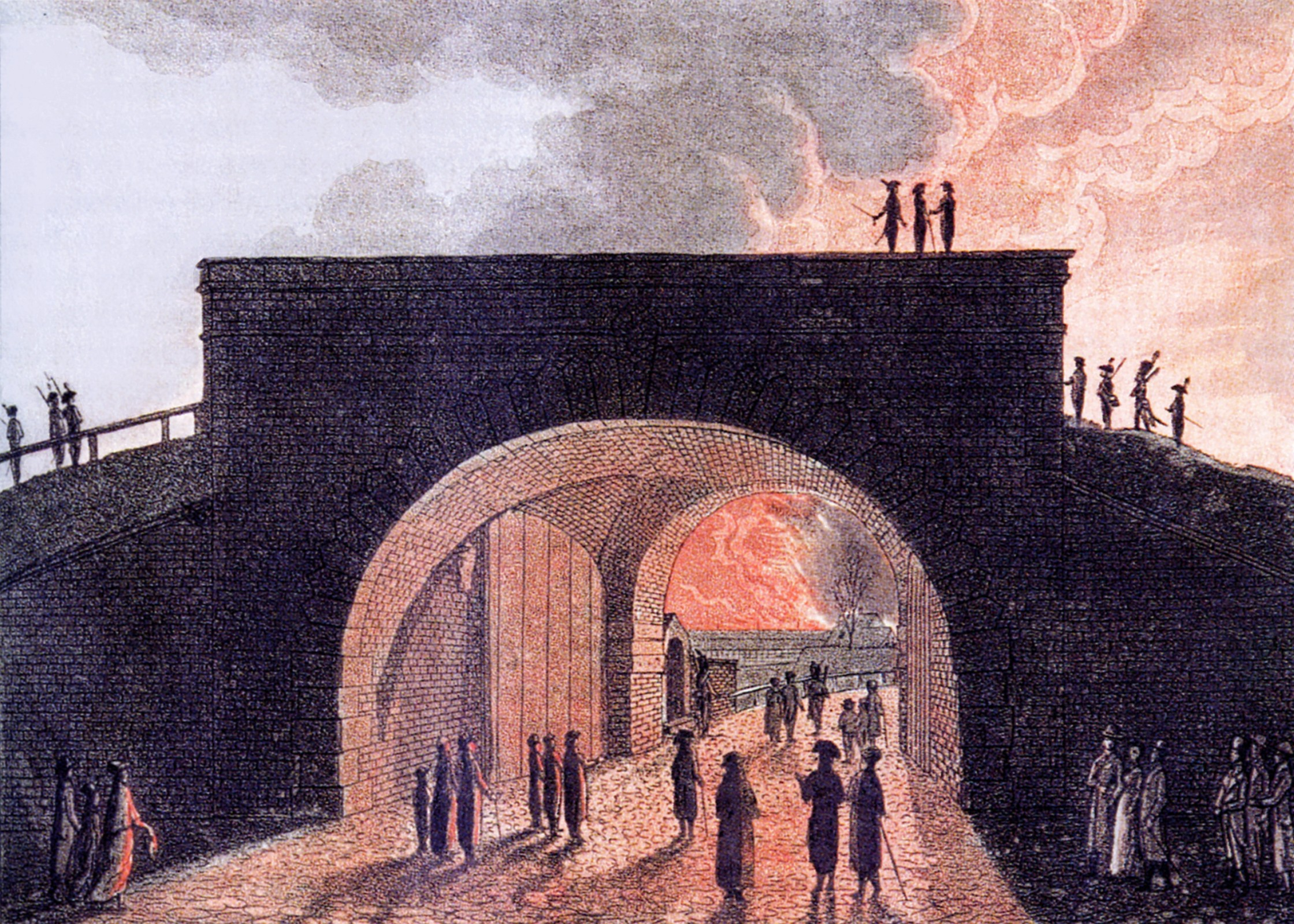
Akwaforta autorstwa F. G. Endlera przedstawiająca wypalanie zabudowań przed Bramą Odrzańską przed nadejściem armii napoleońskiej

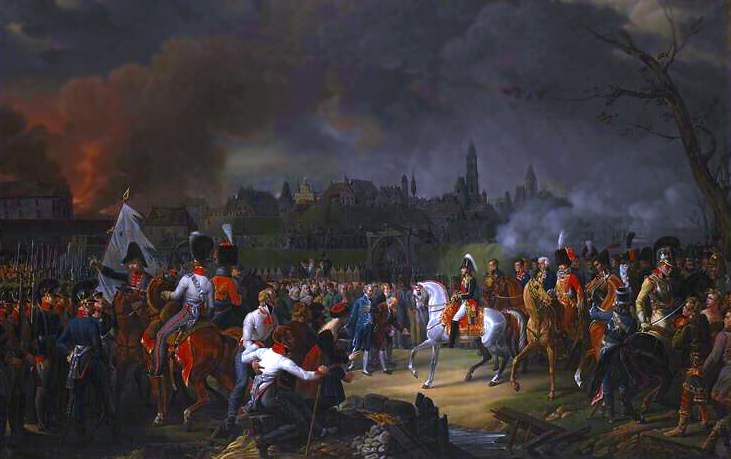
Wjazd księcia Hieronima Bonaparte do Wrocławia 7 stycznia 1807 roku

Pod koniec roku 1806 doszło do istotnego dla rozwoju miasta epizodu wojen napoleońskich. Wojska Związku Reńskiego pod protektoratem cesarza Francuzów Napoleona Bonaparte, po zwycięstwie nad armią Prus w bitwie pod Jeną-Auerstedt w październiku 1806, podążyły na wschód. IX korpus francuski pod dowództwem najmłodszego brata Napoleona, Hieronima (dwie dywizje bawarskie i jedna wirtemberska, w sumie 23 tysiące żołnierzy i 48 dział) skierowane zostały na Śląsk; 3 grudnia 1806 generał napoleoński Dominique Vandamme zdobył Głogów. Część korpusu francuskiego ruszyła w kierunku Wrocławia i wkrótce przystąpiła do oblężenia miasta. Bonapartemu miasto zdolne było przeciwstawić garnizon pod dowództwem generała majora von Thilego wyposażony w 208 armat na działobitniach, 46 rezerwowych i liczący sześć tysięcy żołnierzy (w tym 473 inwalidów). Komendant von Thile już w drugiej połowie listopada nakazał spalenie przedmieść w celu uniemożliwienia ukrycia się w nich wojsk najeźdźców.
6 grudnia pod Wrocławiem pojawiły się forpoczty kawalerii Bonapartego, a 7 grudnia oddziały gen. Vandamme przeprowadziły rozpoznanie fortyfikacji miejskich i zamknęły pierścień oblężenia wokół miasta. Nocą 8 grudnia rozpoczęto sypanie stanowisk bojowych dla baterii artylerii i kopanie dwóch linii okopów i transzei. Stanowiska te z początku zbudowano naprzeciw Bramy Mikołajskiej i na Przedmieściu Mikołajskim (tj. dalej wzdłuż fosy w kierunku południowym, w stronę dzisiejszego Dworca Świebodzkiego). Potem oblegający zajęli stanowiska także na prawym brzegu Odry, i rozpoczęli 10 grudnia intensywny ostrzał miasta. Równocześnie rozciągnęli umocnienia oblężnicze po obu stronach rzeki aż do Bramy Oławskiej. Stanowiska oblegających w ciągu tego czasu zbliżyły się na kilkaset (od 400 do nawet tylko 250) kroków od fortyfikacji; 22 grudnia armia Bonapartego przypuściła od strony Przedmieścia Oławskiego (rejon dzisiejszej ulicy Krasińskiego) szturm na miasto, skutecznie jednak odparty przez pruskich obrońców.
Napoleoński generał Louis Pierre de Montbrun z trzema pułkami kawalerii wirtemberskiej, 2. pułkiem piechoty podpułkownika von Dallwigka i 2. batalionem 3. bawarskiego pułku piechoty generała hrabiego Minucciego skierowany został do Oławy w celu zapobieżenia ewentualnej odsieczy wojsk księcia pszczyńskiego, Friedricha Ferdynanda. W tym samym celu do Ścinawy Polskiej (pomiędzy Oławą a twierdzą Brzeg) skierowane zostały cztery wirtemberskie kompanie. Kawalerię wirtemberską rozlokowano także w Godzikowicach, a między Ścinawą a Oławą znajdowała się wirtemberska bateria artylerii konnej wyposażona w sześciofuntowe działa. Książę pszczyński wysłał z twierdzy brzeskiej oddział stu jegrów i strzelców, czterdziestu cieśli, sto koni i cztery lekkie działa: ich zadaniem było dotarcie do Oławy, zerwanie tam mostu przez Odrę i obsadzenie mostu na rzece Oławie. Po pierwszych sukcesach (29 grudnia nad ranem kompanie wirtemberskie wyparte zostały ze Ścinawy) Prusacy musieli pod naporem przewagi przeciwnika wycofać się do Brzegu. Inna grupa śpieszących na odsiecz Wrocławiowi wojsk księcia pszczyńskiego rozbita została 30 grudnia przez wojska napoleońskie pod Strzelinem. W ten sposób nadzieje załogi oblężonego Wrocławia na wsparcie zostały rozwiane.
Intensywny ostrzał miasta wznowiony został 2 stycznia 1807. Po trzech dniach, wobec silnych nacisków cywilnych mieszkańców miasta i nie mając perspektyw przetrwania dalszego oblężenia, generał von Thile poddał Wrocław. Akt kapitulacji podpisał dwa dni później, 7 stycznia, przed księciem Hieronimem Bonaparte, który specjalnie w tym celu przyjechał na Śląsk. Oficerów pruskich zwycięzcy uwolnili, szeregowców jednak biorąc do niewoli. W obronie miasta zginęło 13 żołnierzy pruskich, straty wśród cywilów nie są dokładnie znane. Wypalone jeszcze przed oblężeniem przedmieścia, grabieże i rabunki zwycięzców spowodowały ogromne straty wśród mieszkańców tak samego Wrocławia, jak i okolicznych miejscowości.
W lipcu 1807 podpisano pokój w Tylży. Pod panowaniem Francji Prusy, a w ich granicach także Wrocław, pozostawały do 1808.
Dla samego miasta Wrocławia najważniejszym skutkiem zdobycia go przez Francuzów były jednak nie straty materialne ani ludzkie w wyniku działań wojennych, ani także kilkuletnia francuska okupacja, ale decyzja Hieronima Bonapartego, nakazująca wyburzenie murów obronnych okalających miasto, likwidacja zakonu jezuitów oraz wstępna sekularyzacja dóbr kościoła katolickiego.

## Ponowny rozkwit (XIX wiek)

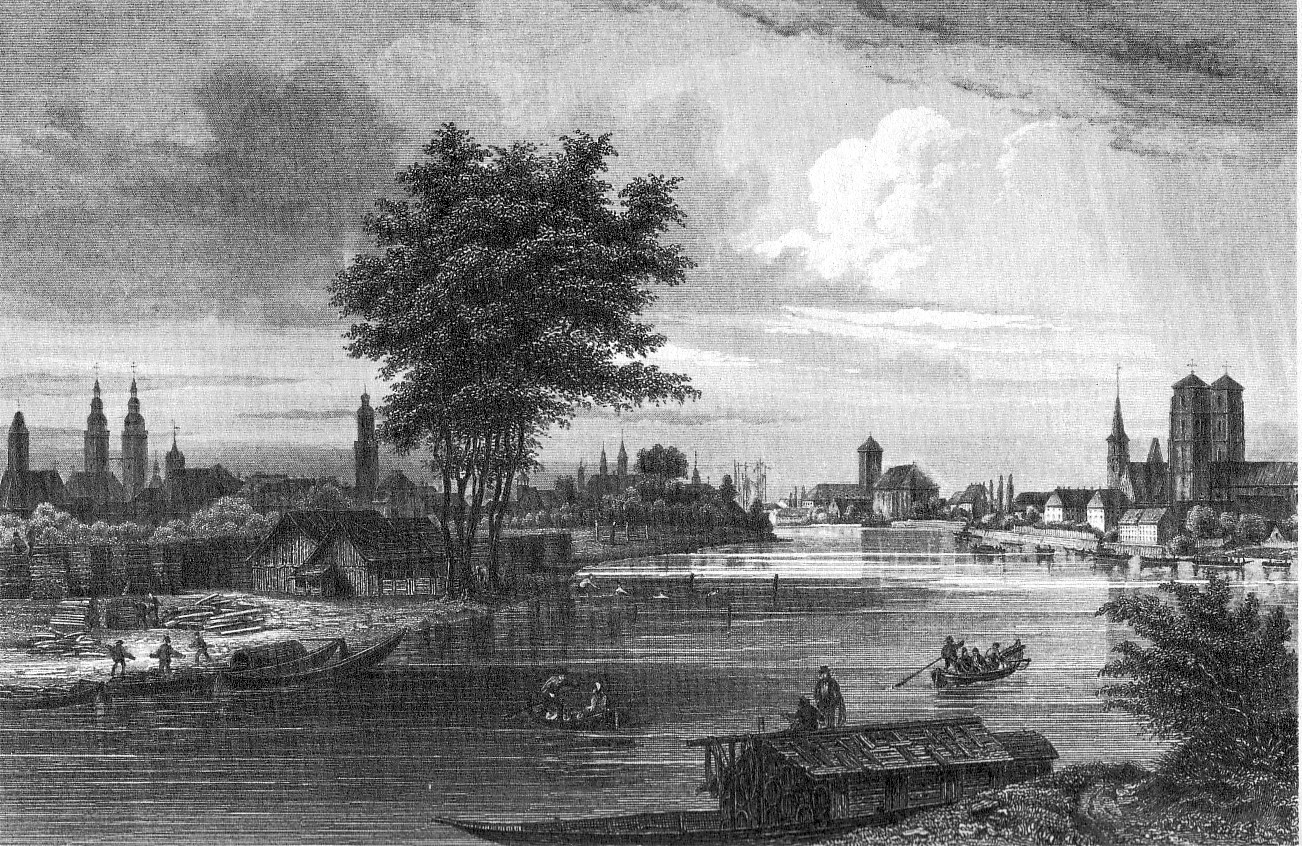
Odra we Wrocławiu w 1850

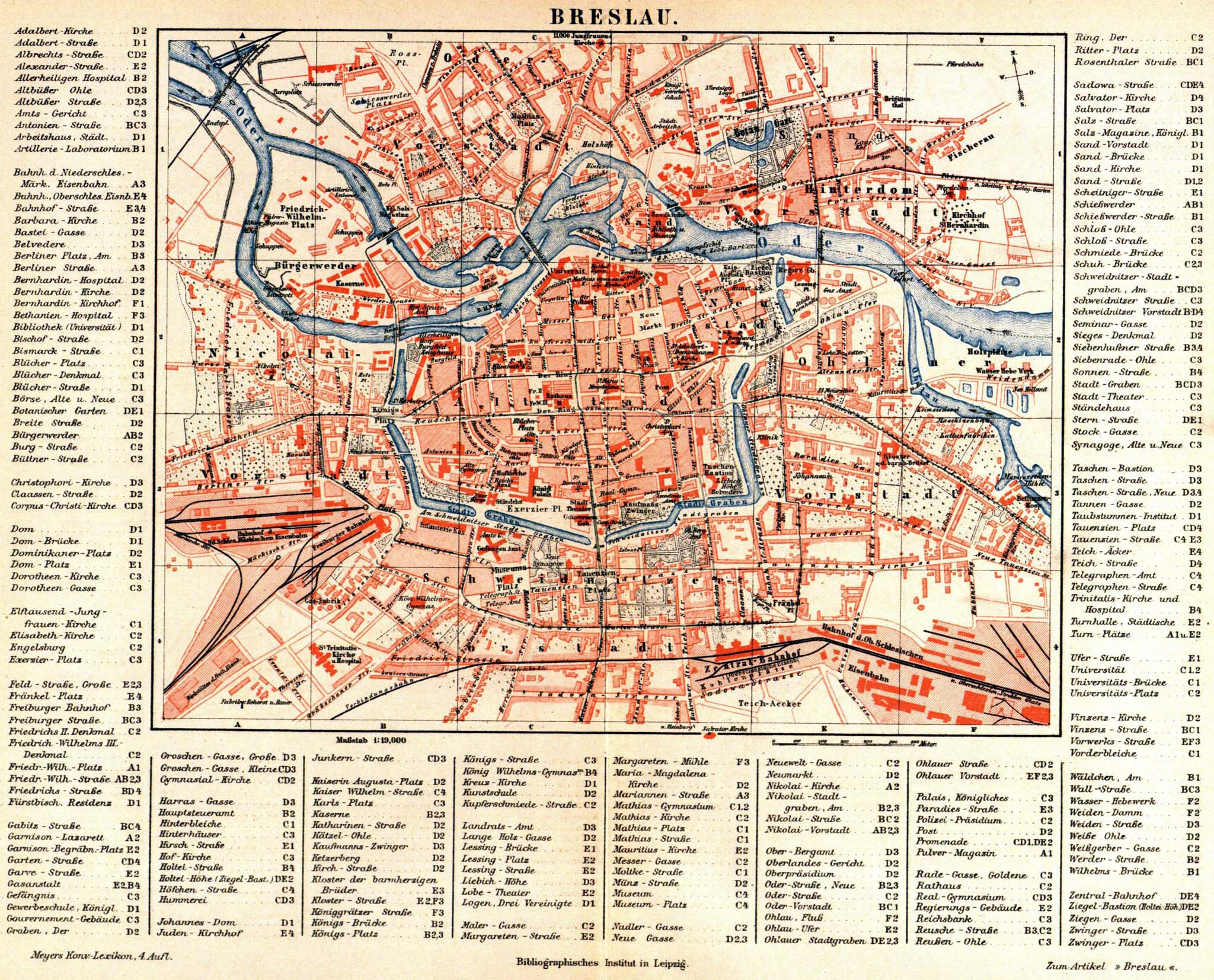
Wrocław około roku 1888

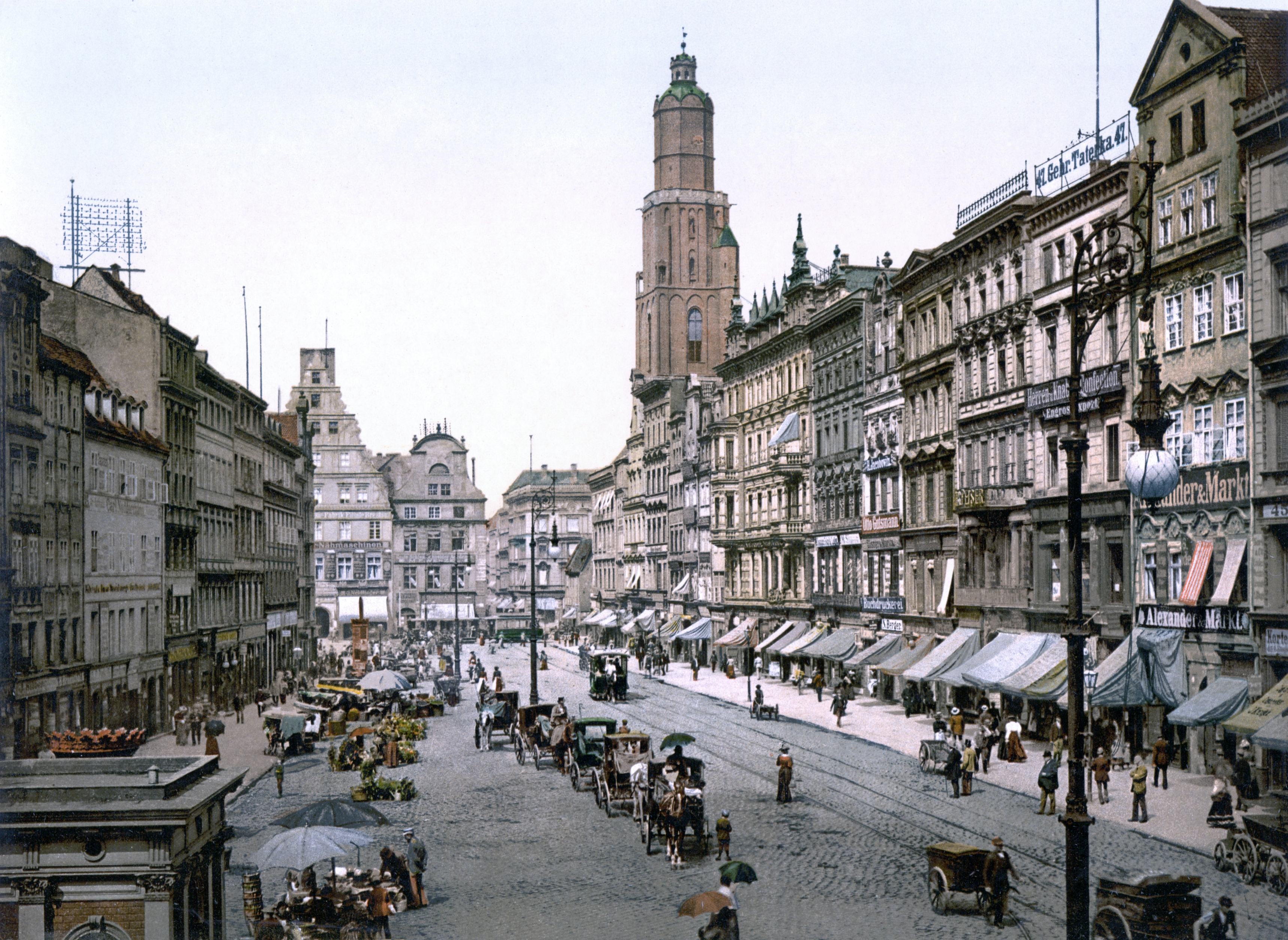
Wrocławski rynek w latach 90. XIX wieku

Likwidacja murów i bram miejskich dokonana została w latach 1807–1838; dało to miastu możliwość szybkiego rozwoju urbanistycznego. Przyczyniło się do niego także przywrócenie w 1808 samorządności i autonomicznych władz miejskich, jak również sekularyzacja majątków kościelnych w 1810. Nowe prawo miejskie (Städteordnung) z 19 listopada 1808 przyłączyło do Wrocławia znaczne obszary przedmieść zwiększając powierzchnię miasta kilkakrotnie: z 3,55 km² w obrębie murów do 20,5 km² po roku 1808. 3 sierpnia 1811 nastąpiło połączenie kolegium jezuitów – Akademii Leopoldyńskiej z protestanckim Uniwersytetem Viadrina z Frankfurtu nad Odrą i utworzenie we Wrocławiu nowego „Śląskiego Uniwersytetu im. Fryderyka Wilhelma” (Schlesische Friedrich-Wilhelm-Universität zu Breslau), z pięcioma wydziałami: teologii katolickiej, teologii ewangelickiej, prawa, medycyny i filozofii.; Fryderyk Wilhelm III w 1813 roku we Wrocławiu ustanowił najsłynniejsze niemieckie odznaczenie wojskowe – Żelazny Krzyż. Także w tym roku we Wrocławiu narodziły się czarno-czerwono-złote barwy narodowe Niemiec. Wiek XIX to szybki rozkwit miasta i postępujący rozwój przemysłu. W 1840 uruchomiono pierwszą linię omnibusową, a 22 maja 1842 linię kolejową Wrocław – Oława, wkrótce przedłużoną aż na Górny Śląsk, gdzie łączyła się z koleją wiedeńsko-warszawską. W 1846 uruchomiono połączenie kolejowe z Berlinem, a w 1847 z Wiedniem, Krakowem i Dreznem.
| \| Liczba ludności Wrocławia w latach 1819–1933 \| Liczba ludności Wrocławia w latach 1819–1933 \| Liczba ludności Wrocławia w latach 1819–1933 \| Liczba ludności Wrocławia w latach 1819–1933 \| Liczba ludności Wrocławia w latach 1819–1933 \| Liczba ludności Wrocławia w latach 1819–1933 \| Liczba ludności Wrocławia w latach 1819–1933 \| Liczba ludności Wrocławia w latach 1819–1933 \| Liczba ludności Wrocławia w latach 1819–1933 \| Liczba ludności Wrocławia w latach 1819–1933 \| \| ------------------------------------------------------------------------------------------------------------------------------------------------------------------ \| -------------------------------------------- \| -------------------------------------------- \| -------------------------------------------- \| -------------------------------------------- \| -------------------------------------------- \| -------------------------------------------- \| -------------------------------------------- \| -------------------------------------------- \| -------------------------------------------- \| \| 1819 \| 1834 \| 1852 \| 1871 \| 1880 \| 1890 \| 1900 \| 1910 \| 1925 \| 1933 \| \| 78 135 \| 91 401 \| 121 052 \| 207 997 \| 272 912 \| 335 186 \| 422 709 \| 512 105 \| 557 139 \| 625 198 \| \| Źródło: Heinz Rogmann, Die Bevölkerungsentwicklung im preußlischen Osten in den letzten hundert Jahren, Volk und Reich Verlag, Berlin, 1937; s. 210–211, Tabela 7a \| \| \| \| \| \| \| \| \| \| |        |         |         |         |         |         |         |         |         |
| Liczba ludności Wrocławia w latach 1819–1933 |        |         |         |         |         |         |         |         |         |
| 1819 | 1834   | 1852    | 1871    | 1880    | 1890    | 1900    | 1910    | 1925    | 1933    |
| 78 135 | 91 401 | 121 052 | 207 997 | 272 912 | 335 186 | 422 709 | 512 105 | 557 139 | 625 198 |
| Źródło: Heinz Rogmann, Die Bevölkerungsentwicklung im preußlischen Osten in den letzten hundert Jahren, Volk und Reich Verlag, Berlin, 1937; s. 210–211, Tabela 7a |        |         |         |         |         |         |         |         |         |

W 1885 r. na 300 000 mieszkańców 173 000 deklarowało protestantyzm, 109 000 katolicyzm, a 18 000 judaizm. Społeczność polska liczyła ok. 20 000 osób.
W 1891 r. w zamożnej wrocławskiej rodzinie żydowskiej przyszła na świat Edyta Stein, filozof i karmelitanka, ogłoszona w 1999 r. przez Jana Pawła II patronką Europy. W owym czasie nie dopuszczano kobiet do kariery uniwersyteckiej, dlatego droga naukowa E. Stein, najpierw na Uniwersytecie Wrocławskim, potem w Getyndze, miała charakter awangardowy.
W latach 1890–1918 we Wrocławiu wybudowano rozległy system fortyfikacji – tzw. Twierdzę Wrocław.

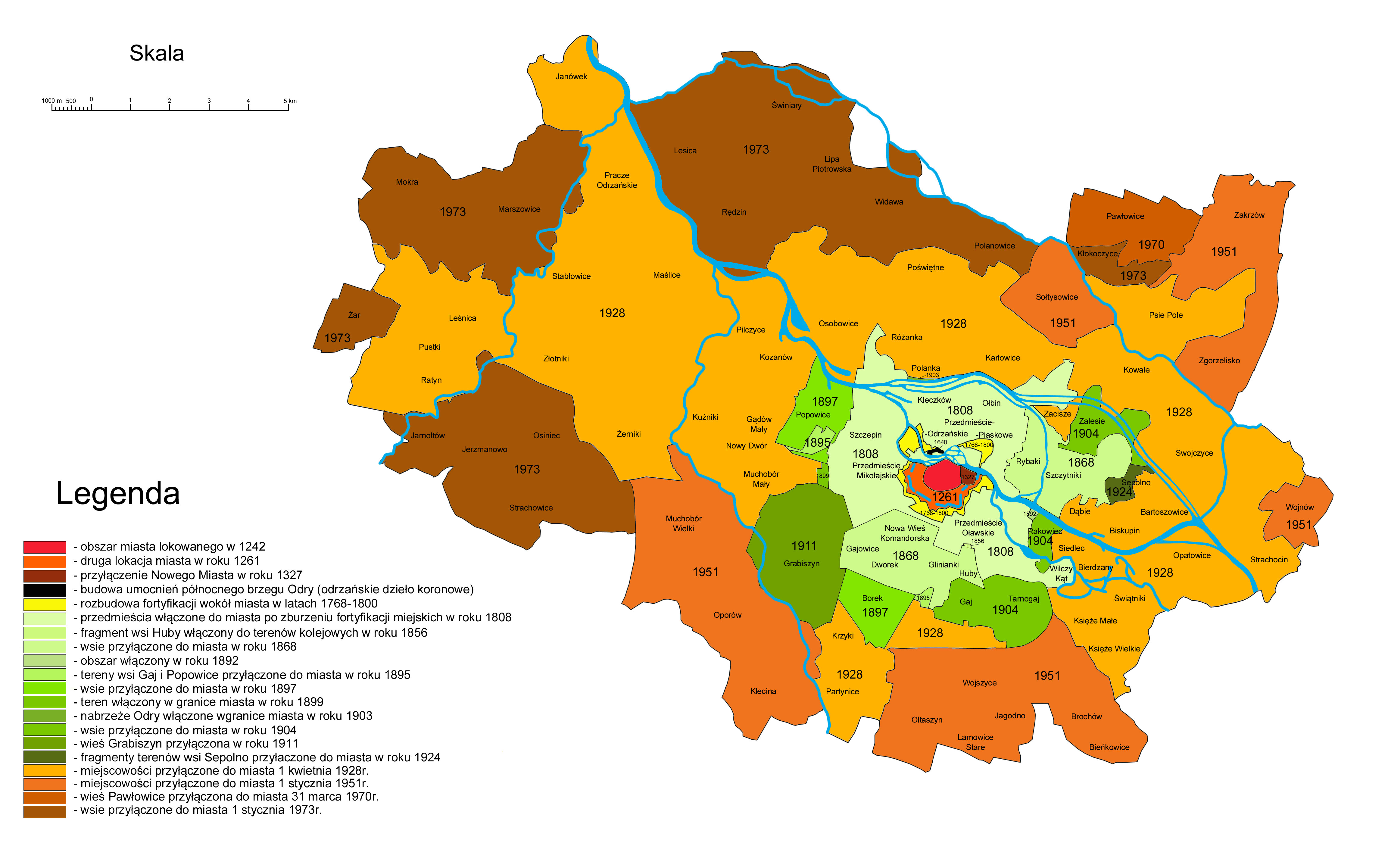
Rozwój terytorialny Wrocławia od XIII do XX wieku

### Rozwój oświaty i kultury
Wrocław w XIX w. był w Prusach centrum kultury i nauki w regionie Śląska. W 1809 r. powstało Śląskie Towarzystwo Kultury Ojczystej, które zapraszało do Wrocławia wybitnie postacie świata kultury i nauki z całego Śląska. W 1811 r. utworzono Królewski Uniwersytet Wrocławski z 5 wydziałami – medycyna, prawo, filozofia, teologia katolicka, teologia ewangelicka (jako pierwsza uczelnia pruska dysponował wydziałami teologii katolickiej i protestanckiej). Również w 1811 r. utworzona została Śląska Biblioteka Centralna, która była połączona z Biblioteką Uniwersytecką. W 1812 r. we Wrocławiu ewangelickie gimnazjum uzyskało status szkoły królewskiej (König-Friedrich- Gymnasium). W 1822 r. profesor anatomii Uniwersytetu Wrocławskiego Jan Ewangelista Purkynie założył Instytut Fizjologii dając początek nowej dyscyplinie naukowej. W 1828 r. założono Śląski Związek Sztuki, który organizował coroczne wystawy artystów ze Śląska (Schlesischer Kunstverein). W 1836 r. powstało Towarzystwo Literacko-Słowiańskie, które istniało przez 50 lat dając szansę studiującym na pruskim Uniwersytecie Wrocławskim Polakom na poznanie dziejów polskiej kultury oraz literatury. W 1842 r. na Uniwersytecie Wrocławskim zorganizowano wydział lektoratów języka polskiego, a potem katedrę slawistyki. W 1852 r. po raz pierwszy zorganizowano we Wrocławiu wystawę przemysłową, a w 1858 r. władze w Prusach otworzyły w tym mieście Muzeum Starożytności Śląskich. W latach 40. XIX w. działały też Miejskie Teatry, gdzie prezentowano sztuki teatralne, jak i przedstawienia operowe oraz operetkowe, organizowano w nich koncerty z muzyką poważną i rozrywkową. Od 1823 r. koncertowało we Wrocławiu Towarzystwa Pieśni Biesiadnej (Liedertafel).
Różnorodność stowarzyszeń kulturalnych, jak i instytucji oświatowych we Wrocławiu w XIX świadczy o rozwoju intelektualnym stolicy Dolnego Śląska.

## XX wiek
Powódź w 1903
Zobacz główny artykuł Powódź na Śląsku (1903)
W latach 1871-1903 Śląsk nawiedziło 11 wielkich powodzi, w tym dwie na początku XX wieku – w 1902 i 1903. Powódź z lipca 1903 była wynikiem obfitych opadów na styku Górnego Śląska i Moraw. Fala dotarła do Wrocławia 12 lipca, a kilka dni później osiągnęła kulminację, przekraczając siedem metrów. Woda ustąpiła 17 lipca.
Pod wodą znalazła się ponad połowa miasta, w tym Przedmieście Oławskie, Stare Miasto, fragmenty Ostrowa Tumskiego, wyspy Piaskowa, Słodowa, Bielarska i Kępa Mieszczańska. Zalało też wsie Kozanów i Maślice. Sparaliżowana została komunikacja tramwajowa, zastąpiona tramwajami konnymi. Łódki i barki transportowały ludzi i zaopatrzenie.
Oficjalnie nie odnotowano ofiar śmiertelnych, choć brak badań to potwierdzających. Powódź skłoniła do budowy nowoczesnego węzła wodnego: kanałów przeciwpowodziowych i żeglugowych, jazów oraz polderów. Powódź z 1903 uznawana jest za drugą największą w historii Wrocławia, choć zalane obszary były większe niż w 1997, a woda utrzymywała się dłużej.
Wystawa Stulecia
W 1913 Wrocław przygotowywał się do Wystawy Stulecia upamiętniającej setną rocznicę wydania odezwy Fryderyka Wilhelma III, która wzywała ludność Prus do walki z napoleońskim okupantem. Wydarzenie miało charakter wielowymiarowy, obejmując ekspozycje historyczne, przemysłowe, artystyczne oraz naukowe, prezentujące osiągnięcia kultury niemieckiej i współczesne innowacje techniczne. Dokonano otwarcia modernistycznej Hali Stulecia (niem. Jahrhunderthalle), gdzie odbywała się wystawa wszechniemiecka i targi wrocławskie, oraz Mostu Cesarskiego (niem. Kaiserbrücke, obecnie Most Grunwaldzki).
Początkowo planowano, że uroczystości uświetni swoją obecnością cesarz Wilhelm II. Jednakże monarcha, niezadowolony z faktu, że Wystawa oraz Hala upamiętniają  proklamację odezwy, a nie rocznicę bitwy pod Lipskiem, odmówił udziału. W jego imieniu przybył następca tronu, książę Prus Fryderyk Wilhelm, wraz z małżonką oraz innymi znamienitymi gośćmi, m.in. księciem Ernstem Güntherem zu Schleswig-Holstein.

Uroczystość uświetniło wystawienie dramatu  śląskiego noblisty Gerharta Hauptmanna „Festspiel in deutschen Reimen”, reżyserowanego przez Maxa Reinhardta. Sztuka, przedstawiająca Napoleona jako twórcę niemal wolnej Europy, wywołała kontrowersje wśród weteranów wojennych i radykalnych patriotów, co doprowadziło do jej zdjęcia z afisza.
I wojna światowa

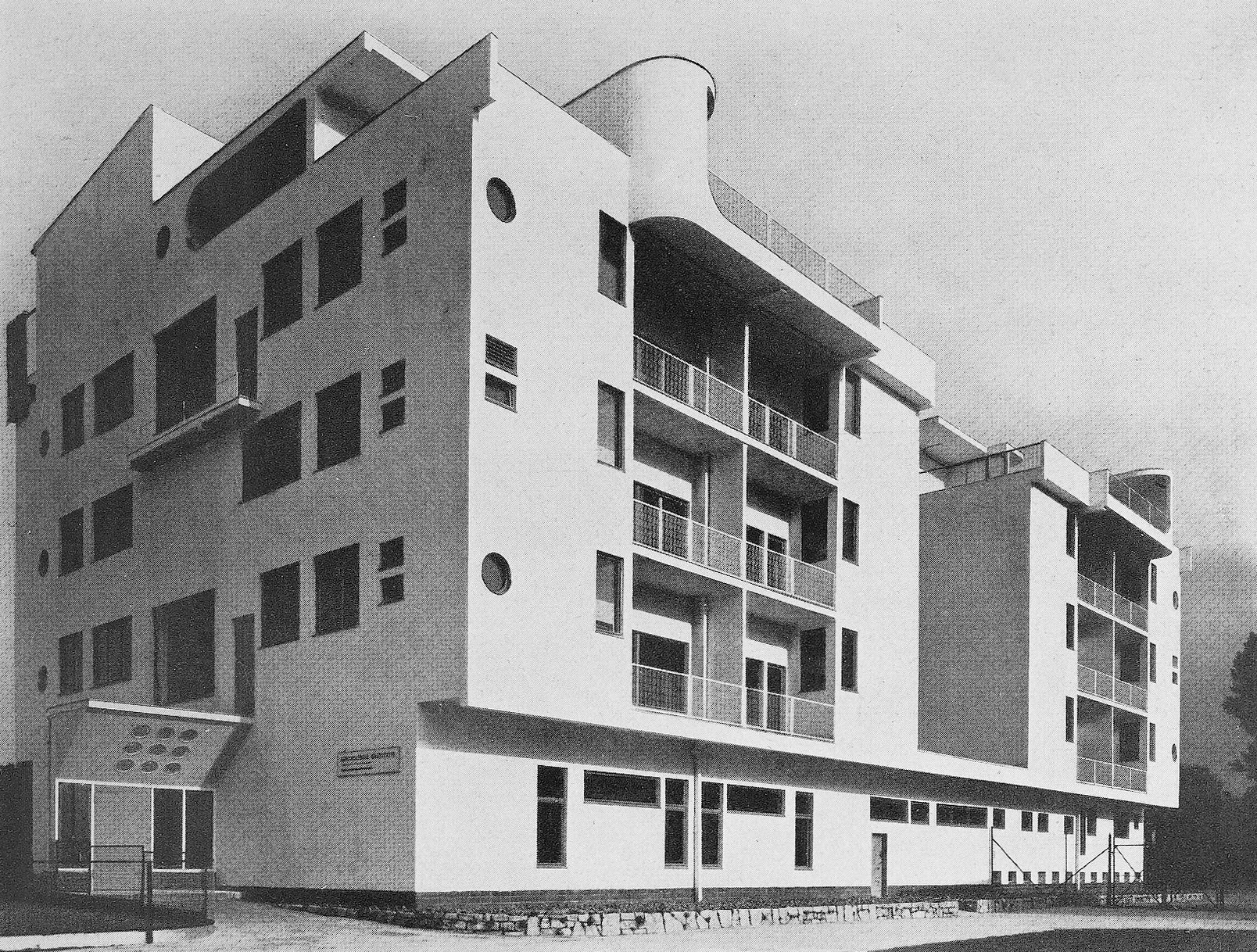
Wystawa WUWA, 1929

W latach 1914–1918 Rzesza Niemiecka nastawiała swoją gospodarkę na potrzebny wojenne. W trakcie wojny Wrocław miał problemy ekonomiczno-gospodarcze. Kontakty z państwami neutralnymi zostały zerwane a inwestycje zatrzymane. Przemysł rozwijał się głównie w obszarach metalurgicznych i maszynowych. Fabryki produkowały materiały i surowce, które dostarczano na front. Brakowało fachowców i siły roboczej. Równocześnie wzrastało bezrobocie spowodowane zastojem gospodarczym. Przed wojną miasto miało rolę ośrodka handlowego a  w trakcie wojny brak kontaktu z innymi państwami spowodował kryzys w handlu, zarówno w dużym jak i detalicznym. Właściciele małych sklepów bankrutowali z powodu braku pieniędzy oraz surowców. Produktów przez całą wojnę brakowało a ich ceny wzrastały. W 1915 roku władze podjęły decyzje o racjonowaniu żywności i zostały wprowadzone kartki między innymi na: chleb, mąkę, kaszę czy mięso. Doprowadziło to do handlu nielegalnego. W marcu 1916 roku podwyższono także ceny biletów za przejazd tramwajem. W tym samym roku wzrósł również koszt alkoholu oraz tytoniu.
W mieście organizowano imprezy, które miały poprawić nastroje społeczne i zebrać dochód na front. W dniach 4-5 marca 1916 roku we Wrocławiu odbyły się „Dni Ofiary”, na których zorganizowano zbiórki na rzecz żołnierzy. Natomiast 1 października 1916 roku odbyła się zbiórka na niemiecka flotę. Z tej okazji zorganizowano występy, sprzedaż widokówek i pamiątkowych odznaczeń.
Po zakończeniu wojny miasto miało fatalne warunki pracy oraz mieszkań. Powodem tego był brak remontów oraz zastój w budownictwie przez cztery lata. Stan zdrowia społeczeństwa był w złym stanie. Spowodowane było to głodowymi racjami żywnościowymi, dużą liczbą ofiar gruźlicy oraz inwalidami wojennymi. Aby chociaż część osób poszkodowanych zdrowotnie w trakcie walk mogła wrócić do czynnej pracy, miasto zorganizowało różne kursy reedukacyjne.
We Wrocławiu w latach 20. XX wieku mieszkała spora mniejszość polska, która przybywała do miasta z przeludnionych wtedy terenów Wielkopolski oraz Górnego Śląska. Sytuacja mniejszości polskiej zmieniła się z powodu utworzenia państwa polskiego w 1918 roku oraz decyzji traktatu wersalskiego. 22 maja 1920 roku powstał Konsulat RP we Wrocławiu. W 1922 roku po podziale Śląska miasto opuściła inteligencja, szacuje się, że w mieście zostało ok. 3 tys. Polaków.
Lata 20. XX wieku to we Wrocławiu rozkwit architektury modernistycznej. Powstały wówczas m.in. domy handlowe: Petersdorf autorstwa Ericha Mendelsohna (obecnie DT Kameleon) i Wertheim autorstwa H. Dernburga (obecnie DT Renoma). W 1929 roku, podporządkowane od 1823 bezpośrednio papiestwu (od 1000 roku w archidiecezji gnieźnieńskiej) biskupstwo wrocławskie zyskało rangę arcybiskupią. W latach 20. XX wieku Wrocław poszerzył obręby granic administracyjnych miasta o osiedla takie jak Sępolno, Biskupin, Pilczyce oraz Książe Małe. Rozwój miasta został zahamowany przez Wielki Kryzys w Republice Weimarskiej w latach 1929-1933. Wrocław w latach 1933-1939 rozwijał się militarnie oraz ograniczono życie naukowe oraz kulturalne.
Partia nazistowska we Wrocławiu miała jedną z większych baz poparcia, w wyborach z 1932 roku uzyskała ona 43.5% poparcia, co było trzecim co do wielkości poparciem w Republice Weimarskiej. Powodem wysokiego poparcia dla partii były obietnice walki z bezrobociem, a Wrocław był jednym z największych miast z wysokim bezrobociem w państwie. W roku 1933, po dojściu do władzy nazistów rozpoczęto kampanię deslawizacji Śląska, zmieniając dawne brzmiące z polska i słowiańska nazwy miejscowości. W 1933 naziści uruchomili na Tarnogaju obóz koncentracyjny KZ Dürrgoy dla więźniów politycznych, który jednak zamknięto jeszcze tego samego roku. 10 maja 1933 na placu Wolności (wtedy Schloßplatz) odbyło się palenie książek. Podczas Nocy długich noży zastrzelony został w Monachium prezydent policji wrocławskiej Edmund Heines. Wrocław utracił w 1938 swój nadany przez cesarza Świętego Cesarstwa Rzymskiego herb, zmieniony na bardziej niemiecki (vide: Herby Wrocławia), herb Wrocławia został zmieniony, ponieważ został uznany za "zbyt słowiański". Podczas nocy kryształowej z 9 na 10 listopada 1938 roku doszło do antyżydowskich zamieszek, splądrowano liczne sklepy i domy należące do Żydów. Spalono większość synagog, w tym największą Nową Synagogę. Oprócz tego dokonano również w aryzacji majątków żydowskich czyli sklepów, firm i innych tego rodzaju przedsiębiorstw.
Okres panowania nazistów to także nasilenie represji wobec wciąż topniejącej mniejszości polskiej.

### II wojna światowa

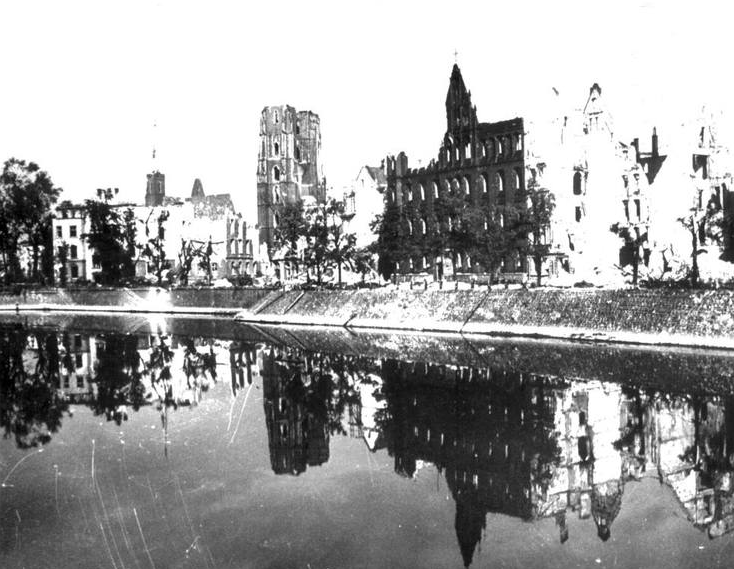
Ostrów Tumski zniszczony w działaniach wojennych

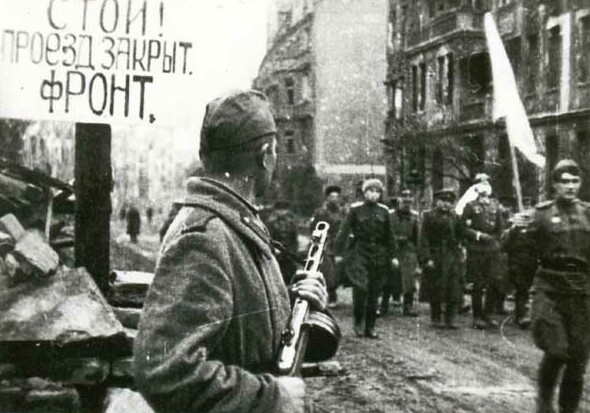
Oblężenie Wrocławia – 6 maja 1945

W 1939 koncentrowały się tu oddziały Wehrmachtu przed inwazją na Polskę.
W niedzielę, 17 września 1939 w kościele św. Marcina po raz ostatni odprawiono mszę, podczas której użyto języka polskiego (sama msza była przedsoborowa, więc łacińska), m.in. odśpiewano Boże, coś Polskę.
Jesienią 1939 do więzienia na Kleczkowskiej przywieziono kilkuset czeskich więźniów, zatrzymanych podczas masowych aresztowań. Łącznie w więzieniu zginęło 869 więźniów, w tym 363 Czechów i znaczna liczba Polaków.
We Wrocławiu 1 grudnia 1940 mieszkało 638 905 osób, a miasto pozostawało z dala od działań wojennych. W listopadzie 1941 wprawdzie stało się celem jednego z bombardowań alianckich. Zginęło wówczas 10 osób, ale później aż do 1944 panował tu względny spokój.
W 1941 we Wrocławiu powstała polska organizacja konspiracyjna Olimp założona przez wrocławską Polonię, Ślązaków i robotników przymusowych z Rzeczypospolitej. Rok później została rozbita przez Gestapo, a 20 osób skazano na karę śmierci.
23 kwietnia 1943 oddział specjalny AK Zagra-Lin dokonał na Dworcu Głównym zamachu bombowego na pociąg wiozący urlopowanych żołnierzy Wehrmachtu.
Pod koniec wojny zbliżający się ze wschodu front spowodował, że trafiła tu kilkusettysięczna fala uciekinierów z Górnego Śląska.
W lipcu 1944 roku, wobec cofającego się frontu wschodniego, w Berlinie zapadła decyzja o utworzeniu miast-twierdz wzdłuż rzeki Odry. Miastami tymi były m.in. Opole Wrocław i Głogów. Tak powstała Festung Breslau („Twierdza Wrocław”). Wrocław zostaje umiejscowiony na rubieży obronnej „Stellung D” (znana również jako „Oderstellung”), która się ciągnie od Głogowa do Krosna Odrzańskiego. W sierpniu 1944 miasto zostało ogłoszone twierdzą (Festung Breslau) i otrzymało rozkaz bronienia się do ostatniego żołnierza.
19 stycznia 1945 na rozkaz gauleitera Śląska Karla Hankego dokonano przymusowej, pieszej ewakuacji większości pozostającej jeszcze w mieście ludności cywilnej. Jak się ocenia, podczas ewakuacji z zimna i przemęczenia zginęło 18 tys. osób. Pozostali dotarli do Drezna na krótko przed masowym nalotami dywanowymi. Bombardowania dywanowe RAF-u, które doprowadziły Drezno do zniszczenia w stopniu porównywalnym z Warszawą, spowodowane zostały naciskami Stalina na zachodnich aliantów, by utrudnić Niemcom obronę Wrocławia.
13 lutego Armia Czerwona zamknęła oblężenie Wrocławia. Miasto szturmowały wojska 1 Frontu Ukraińskiego marszałka Koniewa. Od 15 lutego do 1 maja Luftwaffe utrzymywała most powietrzny z Rzeszą. Przez 76 dni wykonano niemal 2 tysiące lotów i przewieziono do oblężonego miasta 1638 ton zapasów. 8 marca dowództwo Festung Breslau przejął Hermann Niehoff, a jego poprzednik, Hans von Ahlfen, opuścił miasto samolotem dwa dni później. Wobec zdobycia przez Armię Czerwoną miejskiego lotniska na Gądowie 16 marca robotnicy przymusowi rozpoczęli wyburzanie kamienic i budowę prowizorycznego lotniska w miejscu obecnego Placu Grunwaldzkiego. W nocy z 1 na 2 kwietnia 750 samolotów radzieckich rozpoczęło masowe bombardowania Wrocławia. Na miasto zrzucane były bomby burzące i zapalające. 2 kwietnia zginął nadprezydent Wrocławia Ernst Leichtenstern.

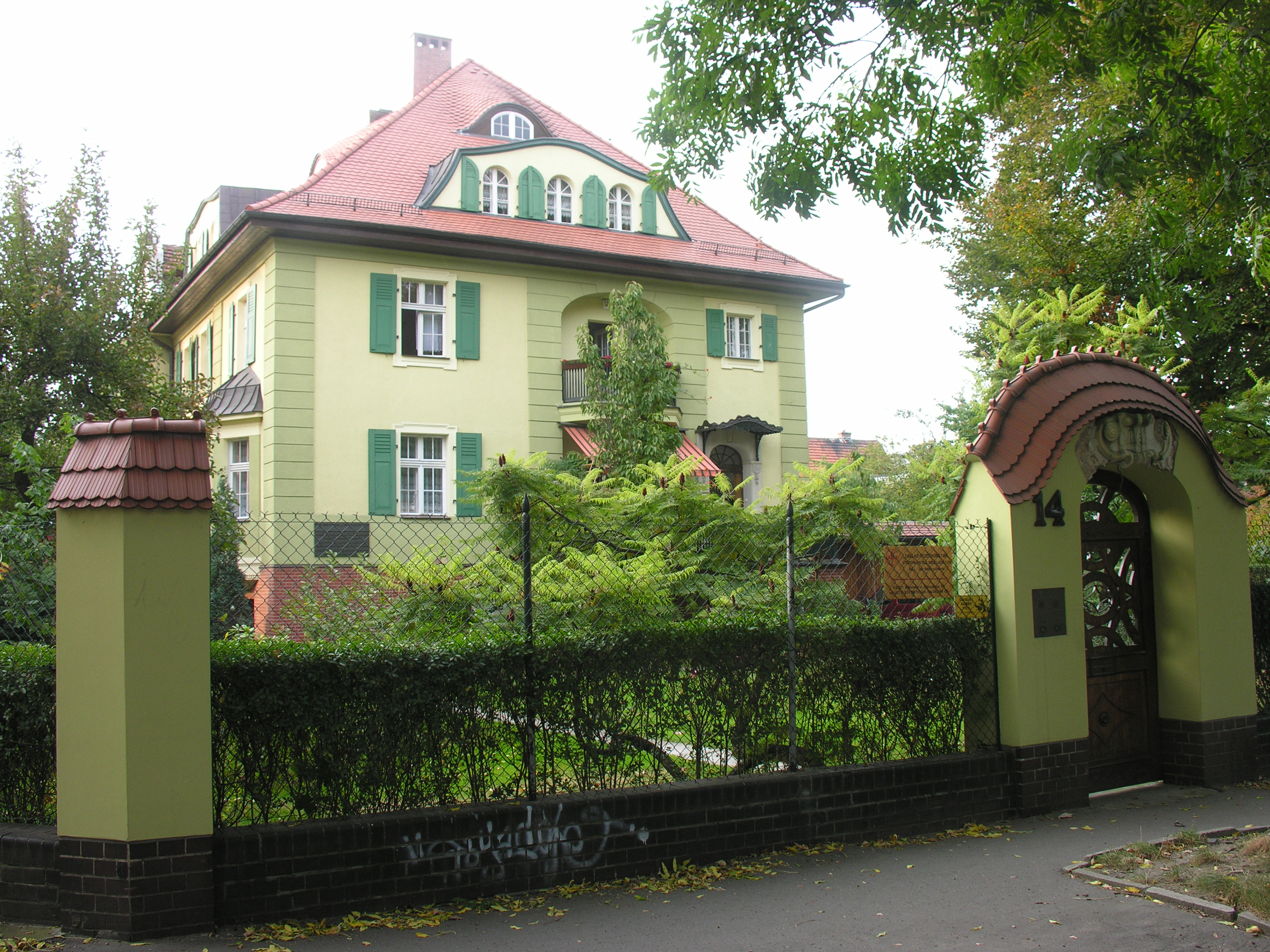
Villa Colonia. Miejsce podpisania kapitulacji Wrocławia

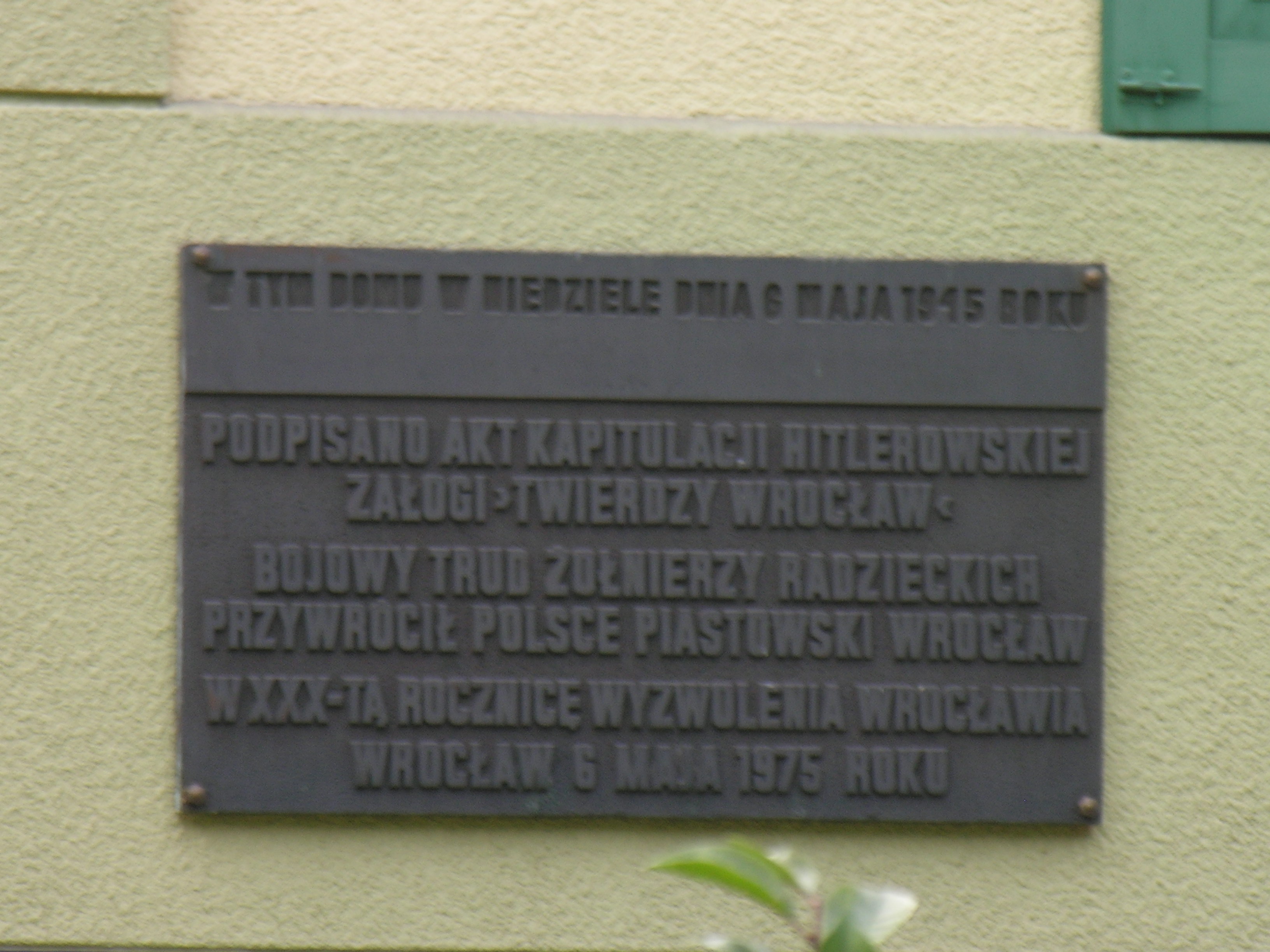
Tablica na Willi Colonia upamiętniająca podpisanie kapitulacji Wrocławia

Wrocław poddał się dopiero 6 maja, cztery dni po Berlinie, dwa dni przed ogłoszeniem końca wojny w Europie. W godzinach wieczornych, w willi Colonia przy dzisiejszej ul. Rapackiego 14, dowódca twierdzy generał Hermann Niehoff po negocjacjach z generałem Władimirem Głuzdowskim podpisał akt kapitulacji Wrocławia.
Bilans strat Wrocławia: ponad 700 tysięcy przymusowo ewakuowanych z miasta cywilów, 6 tys. zabitych i 23 tys. rannych spośród załogi twierdzy, 40 tys. ofiar cywilnych z czego 3 tys. samobójców. W wyniku walk między Armią Czerwoną a Wehrmachtem zniszczeniu lub uszkodzeniu uległo około 70% miasta, a niektóre osiedla zrównano z ziemią. Z 30 000 budynków istniejących przed rozpoczęciem oblężenia, do momentu kapitulacji 21 600 zostało obróconych w ruinę. W mieście zalegało 18 milionów metrów sześciennych gruzu. 

### Czasy powojenne

#### 1945–1948
Wobec ustaleń konferencji poczdamskiej terytorium państwa Niemieckiego zmniejszyło się o ok. 23%, co doprowadziło po zakończeniu II wojny światowej do wysiedleń ludności. Na podstawie tych ustaleń Wrocław po zakończeniu działań wojennych miał się znaleźć w granicach odradzającego się państwa polskiego. Działania te doprowadziły do przesiedlenia się wielu Niemców, do końca 1945 roku zachodnią granicę Polski miało przekroczyć ok. 600 tys. osób pochodzenia niemieckiego.
Wrocław został objęty wysiedleniami od 1 października 1945 od dzielnicy Kowale. Na opuszczenie domostw mieszkańcy nie mieli dużo czasu, często musieli pakować się w pośpiechu. Natomiast w miejsce dawnych lokatorów zamierzano osiedlić rodziny przybyłe ze wschodu, głównie z Wilna. W dniach od 1 do 6 października 1945 r. ze stacji Wrocław-Sułkowice odjechało 5600 osób. W tym czasie przeprowadzono także wysiedlania osiedli Biskupin, Dąbie i Sępolno”. Łącznie w tych dniach miasto opuściło „w dziewięciu transportach 12 537 osób, zaś od 8.11. do 3.12.1945 r. dalszych 29 600 osób”.

Końcem grudnia akcja wysiedleńcza została zahamowana, a jej ponowienie nastąpiło na masową skalę w 1946 r. 

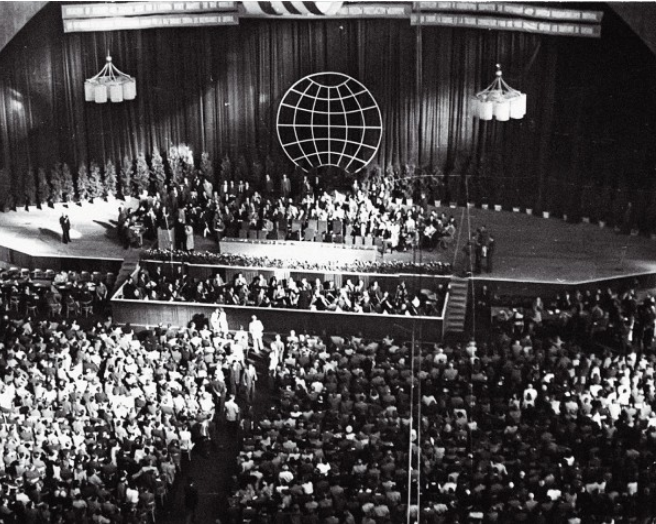
Światowy Kongres Intelektualistów w Obronie Pokoju

Polaków, którzy przyjechali do Wrocławia zaraz po wojnie nazwano pionierami. Przyjeżdżali tu m.in. przesiedleńcy z Kresów, szczególnie z okolic Lwowa i Stanisławowa, nie brak było także przybyszów z Wileńszczyzny. Sporo ludności przyjechało z Wielkopolski. Przez pierwsze powojenne lata Wrocław, tak jak cały obszar tzw. Ziem Odzyskanych traktowany był przez wielu przyjezdnych i częściowo przez władze centralne jako źródło zaopatrzenia i szabru, czemu sprzyjała atmosfera tymczasowości i niepewności polskich osadników. Równocześnie nowe władze kładły szczególny nacisk na usunięcie śladów niemieckości – pomników, napisów. Odbudowywane zabytki „polszczono” między innymi przez regotyzację ich.
Przez wiele lat po wojnie wśród mieszkańców Wrocławia i innych ziem odzyskanych, jak również wśród wysiedlonych z tych terenów Niemców panowało przekonanie o tymczasowości powojennych granic i nadzieja na ich szybką zmianę. To przekonanie wywoływało poczucie tymczasowości, utrudniało identyfikację z nowym miejscem zamieszkania i przyczyniało się do braku dbałości o infrastrukturę miejską i chęci jej odbudowy ze zniszczeń.
Bezpośrednio po zakończeniu wojny część niemieckich mieszkańców powróciła do Wrocławia, gdyż nieznane były im jeszcze decyzje oddające miasto Polsce. Jeszcze w sierpniu 1945 r. w trakcie spisu ludności stwierdzono w nim obecność 189 500 Niemców i 16 500 Polaków. Po 1945 r. na Dolnym Śląsku, szczególnie w Wałbrzychu i we Wrocławiu pozostało około 110 000 Niemców, w znacznej mierze wykwalifikowanych robotników w przemyśle. W 1957 r. utworzono Niemieckie Towarzystwo Społeczno-Kulturalne w Wałbrzychu, we Wrocławiu działał jeden z oddziałów, który w 1991 r. przekształcił się w Niemieckie Towarzystwo Kulturalno-Społeczne. W 1972 r. organizacja zostało zmuszona do zmiany nazwy na Niemieckie Towarzystwo Wspólnotowo-Kulturalne, a po wprowadzeniu stanu wojennego niemieckie organizacje zostały zakazane i rozwiązane. Od lat 50. XX w. sukcesywnie spadała także ich aktywność w związku z wyjazdami Niemców do RFN.
Jednym z niezniszczonych zabytków, który witał we Wrocławiu przyjeżdżających po wojnie Polaków była kaplica błogosławionego Czesława, polskiego przeora dominikanów z XIII w. W sposób niezwykły ocalała ona przed zniszczeniem podczas oblężenia Festung Breslau, chociaż Kościół św. Wojciecha, do którego przylegała, leżał w ruinach.
W celach propagandowych od lipca do września 1948 w Hali Ludowej została zorganizowana Wystawa Ziem Odzyskanych. W czasie jej trwania odbył się w dniach 25–28 sierpnia Światowy Kongres Intelektualistów w Obronie Pokoju. Rozpoczęła się odbudowa miasta po ciężkich zniszczeniach wojennych.

#### 1948–1980

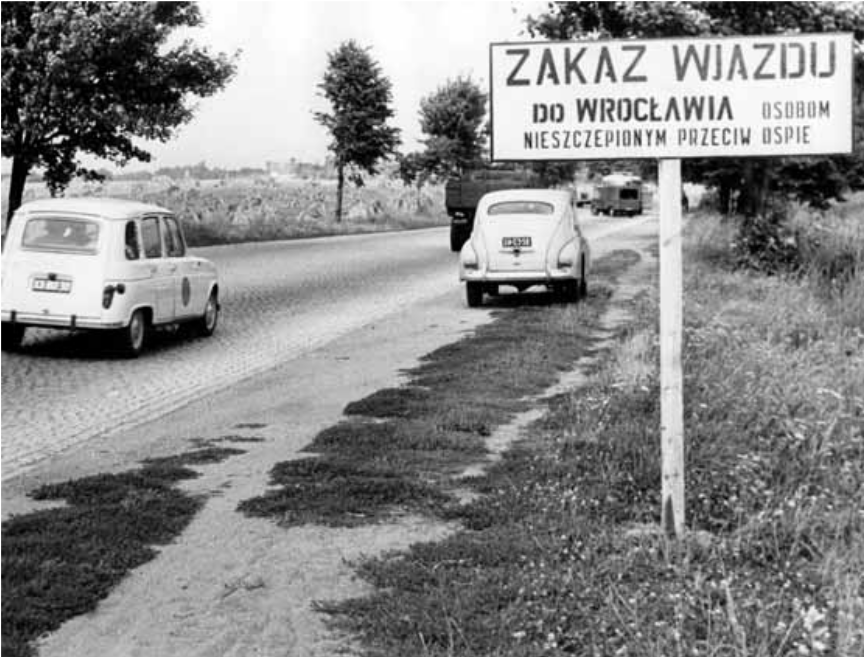
Ograniczenie wjazdu do Wrocławia podczas epidemii

W roku 1961 zainaugurowano Wrocławskie Święto Kwiatów obchodzone 22 lipca.
W roku 1963 we Wrocławiu wybuchła epidemia czarnej ospy przywleczona z Indii przez agenta służb specjalnych PRL, płk. Bonifacego Jedynaka. Władze nałożyły znaczne ograniczenia na przemieszczanie się ludności, a ponad 2 tysiące osób zostało izolowanych.
W tym samym roku zorganizowano we Wrocławiu Mistrzostwa Europy w Koszykówce, po raz pierwszy w historii organizowane w Polsce.
W roku 1966 nastąpiła inauguracja najsłynniejszego wrocławskiego cyklicznego wydarzenia kulturalnego – Festiwalu Muzyki Oratoryjno-Kantatowej „Wratislavia Cantans”.
Powstały duże osiedla z wielkiej płyty, m.in. w systemie WWP. Kozanów zbudowano na terenie zalewowym. W roku 1969 oddano do użytku największy i najdłuższy budynek w mieście – mrówkowiec przy ul. Drukarskiej.
W r. 1974 oddano do użytku trasę W-Z, zmieniające całkowicie ruch w centrum miasta.
W latach 1975 i 1976 miały miejsce pożary garnizonowego kościoła pw. św. Elżbiety umiejscowionego tuż przy wrocławskim rynku. Odbudowę – powoli ciągnącą się przez lata 80. – częściowo zakończono dopiero w roku 1997.
Rok 1980 przyniósł strajki we wrocławskich zakładach pracy. W zajezdni autobusowej przy ul. Grabiszyńskiej działał Międzyzakładowy Komitet Strajkowy, na bazie którego powstała wrocławska „Solidarność”.

#### 1981–1989

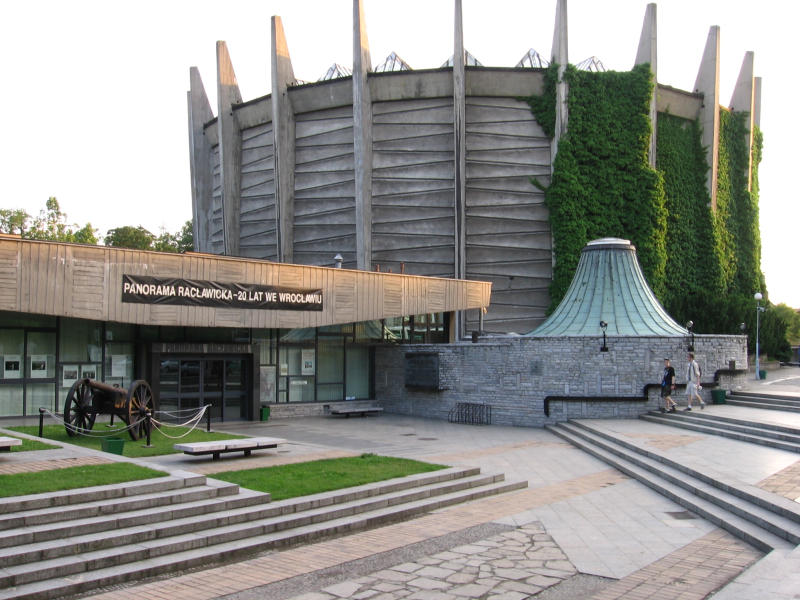
Rotunda Panoramy Racławickiej

Po wprowadzeniu stanu wojennego w 1981 aktywnie mimo internowania i późniejszych aresztowań liderów (Władysława Frasyniuka, Józefa Piniora i innych) działało podziemie solidarnościowe, którego działalność koordynował Regionalny Komitet Strajkowy. Drukowano pisma (najważniejszym był organ RKS „Z Dnia na Dzień”), kolportowane były ulotki, nadawane krótkie nielegalne audycje radiowe. Okres stanu wojennego stał się dogodnym momentem do weryfikacji wrocławskich kadr dziennikarskich oraz akademickich przeprowadzanych przez władzę komunistyczne, które we Wrocławiu przyjęły szczególnie represyjny charakter. Zwolnienia w środowisku dziennikarskim objęły 55 pracowników ośrodka Wrocławskiego Radia i Telewizji oraz redakcję Wieczoru Wrocławia, którego kadra została zmniejszona o 30%. Podobne działania wymierzone zostały również we władze wrocławskich uczelni. W styczniu 1982 roku, ze stanowiska rektora wrocławskiej Akademii Wychowania Fizycznego został zwolniony prof. Antoni Janusz zaś w sierpniu tego roku odwołano rektora Uniwersytetu Wrocławskiego prof. Józefa Łukaszewicza.
W tym czasie rozpoczęła tu również działalność Pomarańczowa Alternatywa pod „dowództwem” Waldemara Fydrycha – „Majora”, a w czerwcu 1982 r. „Solidarność Walcząca” Kornela Morawieckiego.W roku 1983 Wrocław odwiedził w czasie swojej drugiej pielgrzymki do Polski Jan Paweł II. Główne uroczystości odbyły się na Torze Wyścigów Konnych na Partynicach. Od 1985 r. we Wrocławiu działał Ruch Wolność i Pokój, w którym działali m.in. Leszek Budrewicz, Radosław Gawlik, Marek Krukowski. W tym samym czasie powstał Międzyszkolny Komitet Oporu.
W 1985 udostępniono do zwiedzania Panoramę Racławicką, sprowadzoną do miasta w 1946, następnie wywiezioną poza Wrocław – sam jej gmach (rotundę) wzniesiono już w latach 60. i 70.
W 1987 r. Władysław Frasyniuk powołał konkurencyjną dla podziemnego RKS jawną Regionalną Komisję Wykonawczą NSZZ „Solidarność” Dolny Śląsk.

### III Rzeczpospolita
W roku 1990 w wolnych wyborach samorządowych zwyciężył Komitet Obywatelski „Solidarność”. Wybrany przez Radę Miejską na prezydenta miasta został Bogdan Zdrojewski. W tym też roku miasto wróciło do dawnego pięciopolowego herbu.
Wielki pożar Teatru Polskiego w styczniu 1994 roku przyniósł znaczne straty; teatr był odbudowywany i modernizowany przez ponad 2 lata.
Kongres Eucharystyczny na przełomie maja i czerwca 1997 roku był okazją do kolejnej wizyty papieża Jana Pawła II. Tym razem główne obchody kongresu odbyły się niemalże w centrum miasta – na niezabudowanym wówczas placu między ulicami Powstańców Śląskich a Gwiaździstą.

#### Powódź 1997

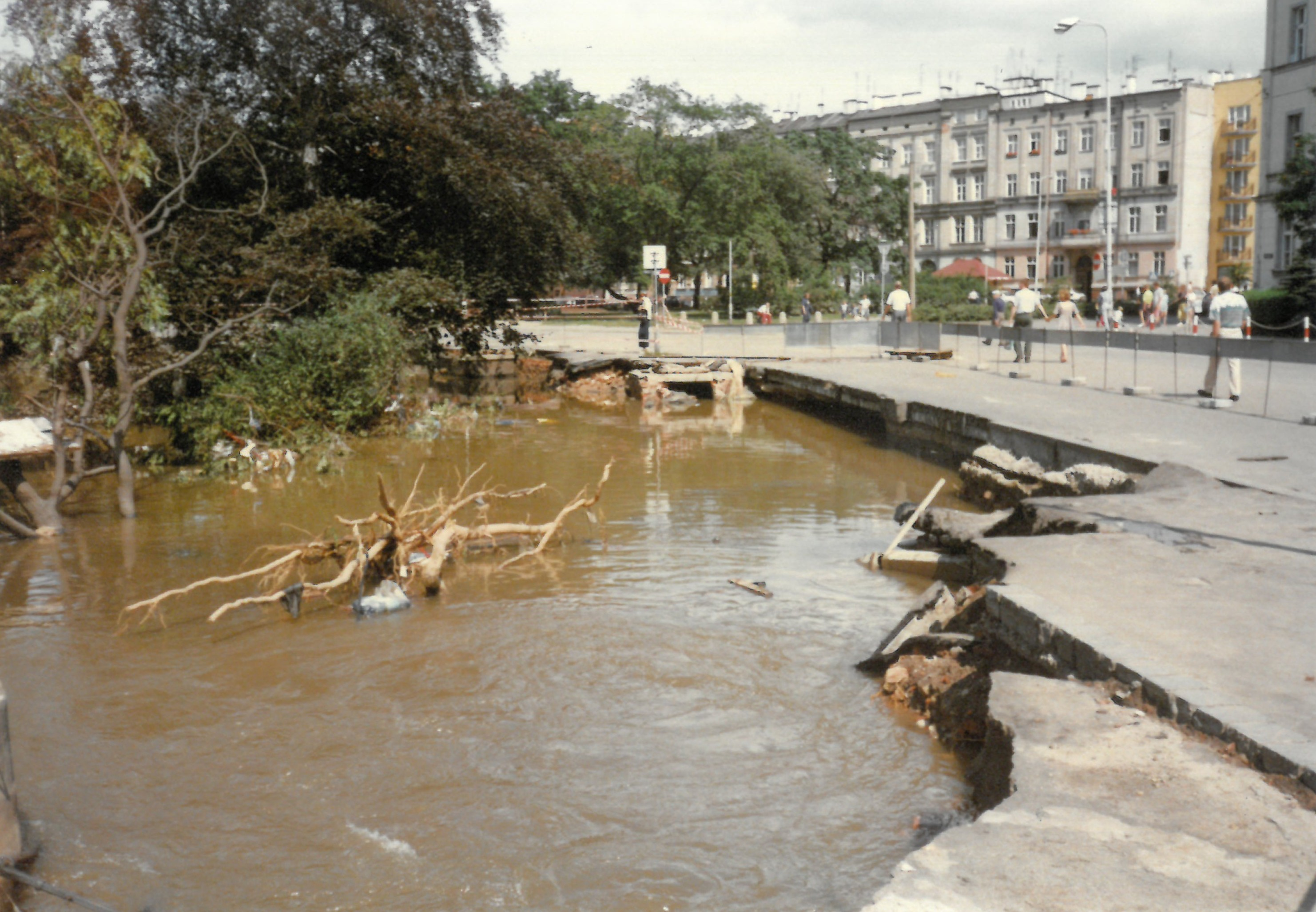
Szkody popowodziowe – koryto fosy przy ul. Podwale

Lipiec roku 1997 przyniósł największą powódź w dziejach miasta, tzw. powódź tysiąclecia. Zalanych zostało wiele dzielnic mieszkalnych i przemysłowych, wiele budynków uległo uszkodzeniu, w znacznym stopniu zniszczone zostały budowle hydrotechniczne. Część osiedli została całkowicie zalana, Zalesie i Zacisze, które znajdują się pomiędzy kanałem powodziowym a starym korytem Odry, nie miały szans na uratowanie przed zalaniem, podobny los mógł spotkać osiedla Sępolno i Biskupin, tam jednak ofiarnie układane przez mieszkańców miasta worki z piaskiem zatrzymały wodę. Wały powodziowe naprędce wzmacniane w newralgicznych punktach workami z piaskiem zdały egzamin również na osiedlach Karłowice, Różanka i Osobowice, których położenie wręcz skazywało na zalanie. Zalane zostały natomiast m.in. Kowale, Maślice, Strachocin, Księże Wielkie, Księże Małe, Rakowiec, Widawa i Pracze Odrzańskie – wszystkie one leżą na terenach, które przed II wojną światową i znaczną część czasu po wojnie służyły za obszary zalewowe. Najsłynniejszym zalanym osiedlem był Kozanów, budynki z wielkiej płyty dla ok. 25000 mieszkańców. Woda na tym osiedlu osiągnęła poziom 4 metrów (1 piętro). Podobny los spotkał większość osiedli leżących przy Odrze, zalany został Kleczków, a także osiedla Ołbin i Nadodrze, gdzie woda dostała się na obszar zamieszkany przez ok. 60 tys. mieszkańców. W sumie woda zalała obszary miasta, na których mieszkało ponad 200 tysięcy Wrocławian. Miasto na długi czas zostało pozbawione bieżącej wody, częściowo także prądu i łączności telefonicznej. Dzięki heroicznej postawie mieszkańców zostały ocalone najcenniejsze zabytki (ratusz, Ostrów Tumski z katedrą) i uratowanych wiele cennych ruchomości i dokumentów. Niestety wiele zabytków, zwłaszcza piśmienniczych, ucierpiało w zalanych wodą magazynach bibliotek, archiwów miejskich i sądowych. Ucierpiały też niektóre szpitale, infrastruktura telekomunikacyjna, energetyczna i sanitarna, liczne przedsiębiorstwa i majątek wielu mieszkańców. Pojazdy komunikacji miejskiej – autobusy i tramwaje – uchroniono przed zniszczeniem przeprowadzając na niezagrożone ulice i torowiska, ale po powodzi bardzo wiele samochodów zaparkowanych na ulicach miasta nie nadawało się już do użytku.

#### Prezydentura Rafała Dutkiewicza

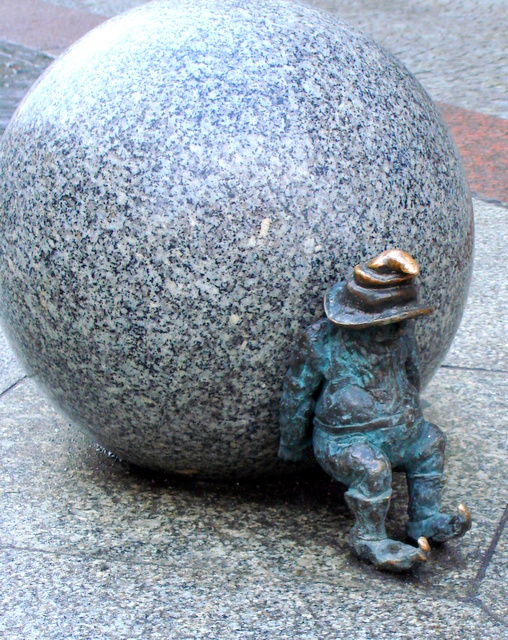
Krasnal – Syzyfek

W 2002 roku we Wrocławiu odbyły się pierwsze bezpośrednie wybory prezydenckie. W drugiej turze Rafał Dutkiewicz (popierany przez PO i PiS) pokonał kandydatkę SLD Lidię Geringer d’Oedenberg.
W roku 2003 prezydent Wrocławia Rafał Dutkiewicz, kontynuując zapoczątkowaną przez Pomarańczową Alternatywę tradycję związaną z krasnoludkami – odsłonił na ścianie kamieniczki „Jaś” pomiędzy Rynkiem a kościołem garnizonowym św. Elżbiety miniaturową tabliczkę-szyld „Muzeum Krasnoludków”. Tabliczka znajduje się przy drzwiach do kamieniczki, na wysokości ludzkich kolan. W sierpniu 2005 pojawiły się w różnych punktach miasta miniaturowe brązowe rzeźby krasnoludków według projektów Tomasza Moczka, absolwenta wrocławskiej ASP: „szermierz” przy Uniwersytecie, „rzeźnik” na Starych Jatkach, dwa „Syzyfki” na ul. Świdnickiej oraz „pracz odrzański” przy moście Piaskowym. Ten ostatni krasnoludek nawiązuje swą nazwą do peryferyjnego wrocławskiego osiedla Pracze Odrzańskie. W kolejnych latach także w innych częściach miasta ustawiono kilkadziesiąt innych takich miniaturowych rzeźb, wśród nich – w fontannie koło Teatru Lalek – „aktor”, „parasolnik”, „puszczający kaczki” i kilka innych. Pod koniec roku 2007 w całym mieście wrocławskich krasnali było około pięćdziesięciu, we wrześniu 2020 było ich już około 350, a październiku 2021 liczba krasnali to 382.
Od roku 2003 we Wrocławiu odbywa się Thanks Jimi Festival, który jest próbą bicia gitarowego rekordu Guinnessa. Liczba uczestników rosła od 588 w 2003, poprzez 916 w 2004, po 1581 w 2006, gdy po raz pierwszy pobito rekord. W następnych latach udawało się to w 2007 – dzięki 1881 gitarzystom, 2008 – 1951, 2009 – 6346, 2012 – 7273, 2014 – 7344, w 2016, 2018 i 2019.
Wrocław dwukrotnie starał się o organizację wystaw światowych: EXPO 2010 i EXPO 2012, uległ jednak chińskiemu Szanghajowi i koreańskiemu Yeosu. W roku 2007 Wrocławiowi, jako jednemu z czterech miast polskich, przyznano prawo organizacji meczów mistrzostw Europy w piłce nożnej – Euro 2012.
W wyborach na prezydenta Wrocławia, które odbyły się w roku 2018 Rafał Dutkiewicz już nie kandydował. Swojego poparcia udzielił Jackowi Sutrykowi, który zwyciężył w I turze tych wyborów z wynikiem 50,2% głosów.

## Architektura we Wrocławiu w XX wieku
Okres XX wieku to we Wrocławiu rozkwit architektury. Miasto w tym okresie należało do dwóch państw oraz przeszło przez cztery ustroje polityczne, które odcisnęły swoje piętno w architekturze tego miasta.

### Secesjaihistoryzmz początków XX wieku

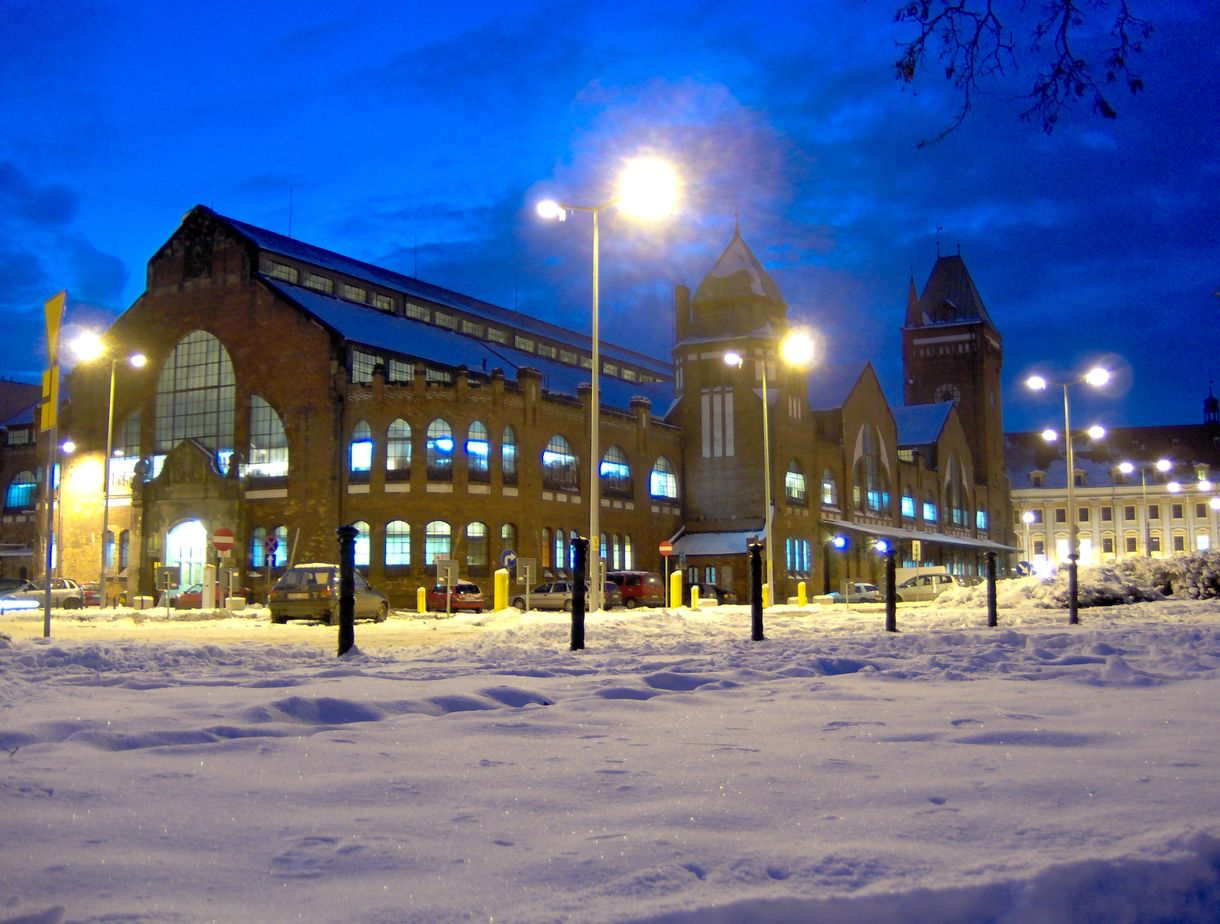
Hala Targowa we Wrocławiu

Początek XX wieku we Wrocławiu był rozkwitem secesji oraz modernizmu, ale również w mniejszym stopniu w tło miasta wplatano elementy historyzmu. Przykładem secesji we Wrocławiu jest przede wszystkim Dom Handlowy Braci Barasch (dzisiejszy SDH „Feniks”) wybudowany w latach 1903–1904, przebudowywany w 1929 oraz w latach 1999–2002. Wieża ciśnień na Borku wybudowana została w latach 1904–1905 według projektu Karla Klimma. Siedziba Banku Przemysłowe – Handlowego znajdującego się przy adresie Rynek 1. Do początków architektury XX wieku we Wrocławiu koniecznie trzeba zaliczyć budowę Hali Targowej znajdującej się przy ul. Piaskowej,  zbudowana według projektu Richarda Plüddemanna i Heinricha Küstera w latach 1906–1908. Hala Targowa zbudowana została w stylu neogotyku. Początkowo istniały dwa takie budynki na terenie Wrocławia. Do czasów dzisiejszych przetrwał tylko jeden. Drugi bliźniaczy budynek przy ul. Kolejowej został uszkodzony podczas Festung Breslau w 1945. Po wojnie nie został odbudowany, a jego wyburzenie nastąpiło w 1973 roku.

### Modernizm

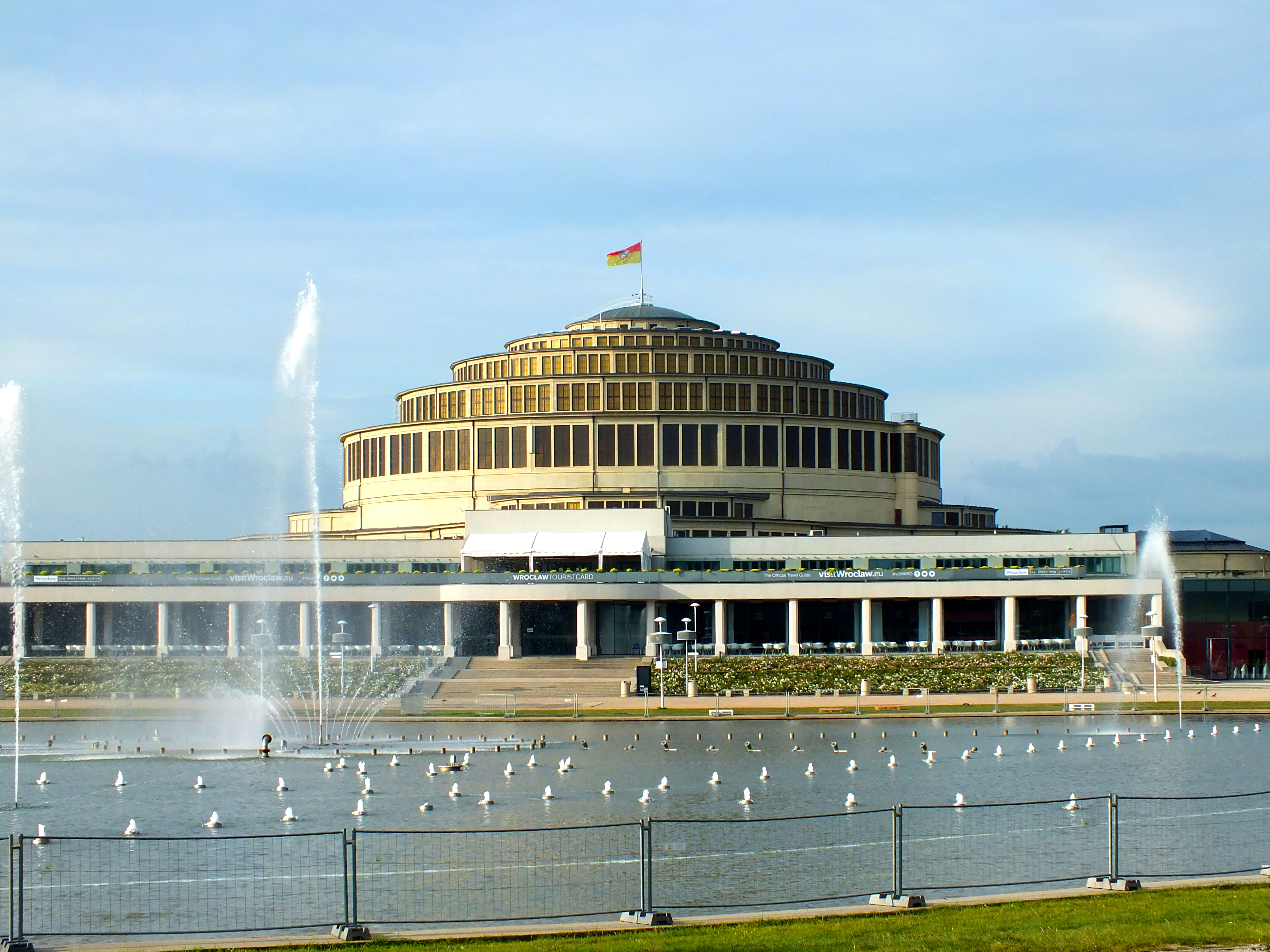
Hala Stulecia we Wrocławiu

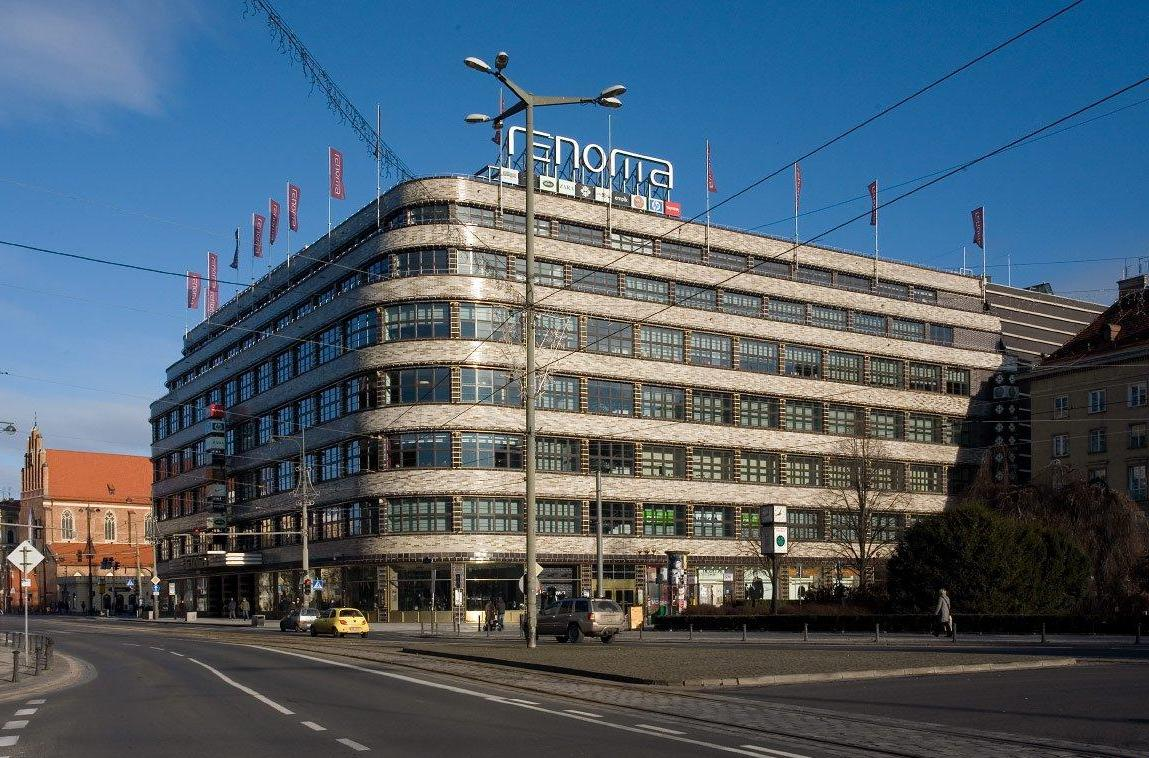
Dom handlowy Renoma

Wrocławski modernizm ma się bardzo dobrze nawet i w naszych czasach. Wiele budynków przetrwało wydarzenia II wojny światowej, dzięki czemu ówczesne budynki po większych bądź mniejszych przebudowach cieszą nasze oczy. Budynkami takimi są Domy Towarowe Wertheim (obecnie Renoma) otwarta 1930 arch. Hermann Dernburg oraz Dom Towarowy Kameleon (dawnej Kaufhaus Rudolf Petersdorff) wybudowaw 1929 roku z projektu arch. Ericha Mendelsohna, znajdujące się w centralnej części miasta. W centrum miasta powstały takie budynki jak Urząd Pocztowy. Gmach poczty zbudowany został w latach 1926–1929 na miejscu dawnego cmentarza wojskowego, według projektu Lothara Neumanna, w stylu północnoniemieckiego ekspresjonizmu ceglanego. Miejska Kasa Oszczędności (obecnie Bank Santander Polska dawniej Bank Zachodni WBK w Rynku), arch. Heinrich Rump wybudowany w 1930 po zespole dwóch kamienic. Apteka „Pod Murzynem” (niem. Mohrenapotheke) wykonany według projektu Adolfa Radinga w latach 1925–1928 poprzez dwukrotną przebudowę dwóch starszych domów mieszczańskich, z których jeden mieścił działającą od średniowiecza aptekę. Obecnie budynek jest m.in. siedzibą wrocławskiego oddziału „Gazety Wyborczej”. Wrocławski modernizm możemy również spotkać w innej części miasta nieco oddalonej od centrum, w której znajduje się jeden z najbardziej rozpoznawalnych budynków i miejsc Wrocławia – Hala Stulecia (niem. Jahrhunderthalle), po 1945 także Hala Ludowa, wzniesiona w latach 1911–1913 według projektu Maxa Berga. Po sąsiedzku znajduje się Pergola, pawilon restauracji oraz Pawilon Czterech Kopuł, projekt zrealizowany w 1913 roku arch. Hans Poelzig. W niedalekiej odległości znajduje się Stadion Olimpijski. Projekt stadionu powstał w 1924 roku, a stadion został otwarty w 1928 roku według projektu niemieckiego architekta Richarda Konwiarza. Wystawa mieszkaniowa WUWA (WuWa, niem. Wohnungs- und Werkraumausstellung = Wystawa mieszkania i miejsca pracy) we Wrocławiu – zorganizowana w 1929 przez śląski związek Deutscher Werkbund w dzielnicy Dąbie w pobliżu parku Szczytnickiego (obecne ulice Tramwajowa, Edwarda Dembowskiego, Mikołaja Kopernika i Zielonego Dębu) oraz na terenach targowych przylegających do Hali Stulecia. Wystawa powstała w 1929 roku, a inwestorem była firma Siedlungsgesellschaft Breslau A.G.

### Styl narodowy III Rzeszy

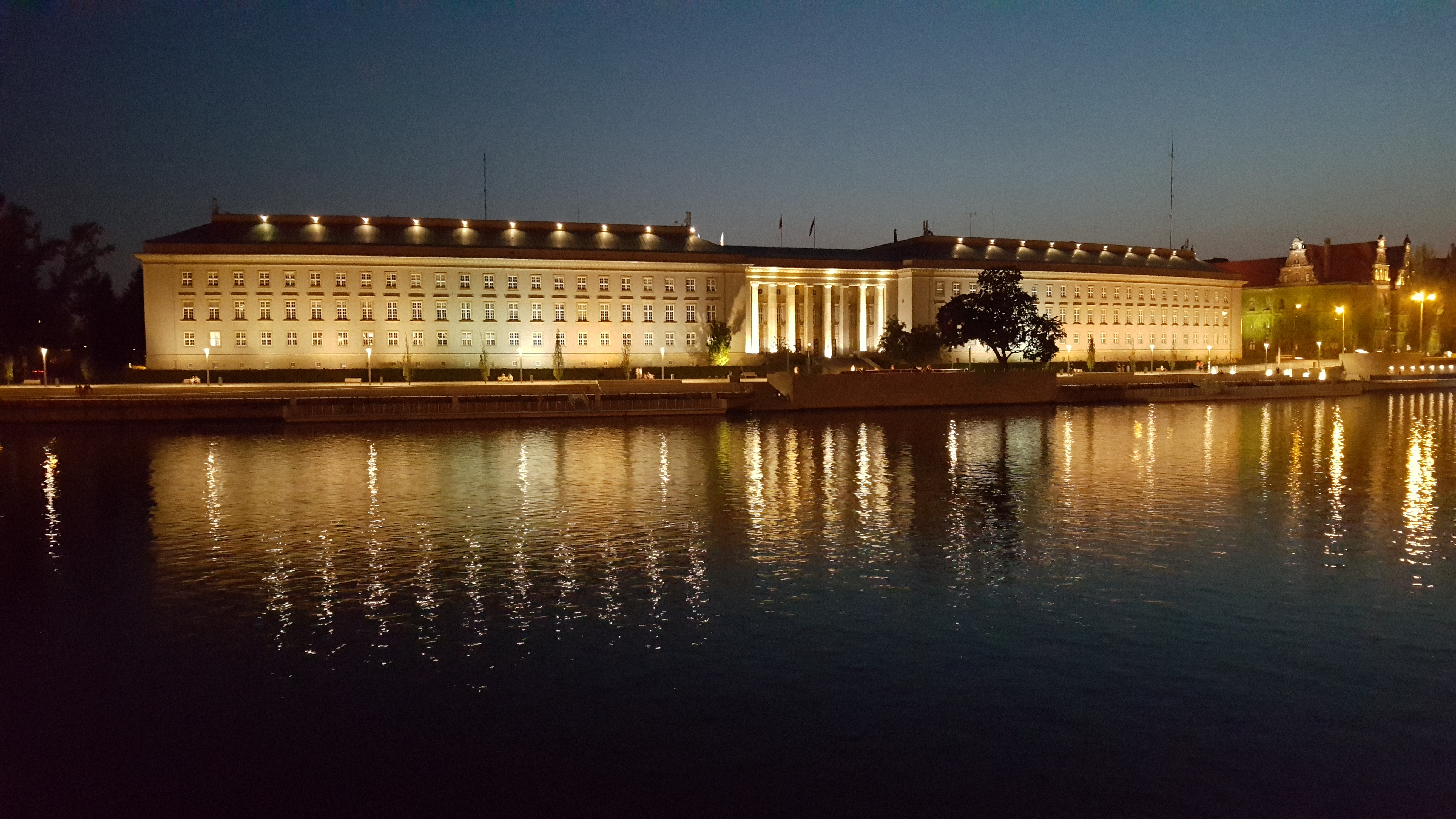
Urząd Wojewódzki we Wrocławiu

Po okresie modernizmu nadszedł czas na nie już tak bogaty, jednak nadal spektakularny styl narodowy III Rzeszy. Okres ten przypada na lata 1933–1945. Najważniejszą budowlą tego kresu jest Urząd Wojewódzki, budowany latach 1939–1945 jako Regierungspräsidium, odbudowany i otynkowany po wojnie. Projektantem był Felix Bräuler, który wykorzystał bryłę Alexandra Müllera i Ferdinanda Schmidta. Fasada kojarzyła się z Nową Kancelarią Rzeszy w Berlinie. W okresie tym również powstała masa naziemnych schronów przeciwlotniczych z projektu Richarda Konwiarza. Schrony te znajdują się m.in. przy ulicach Ładnej, Legnickiej / pl. Strzegomskim, Słowiańskiej / Ołbińskiej, Grabiszyńskiej / Stalowej. Okres ten trwał tak krótko ze względu na II wojnę światową.

### Socrealizm

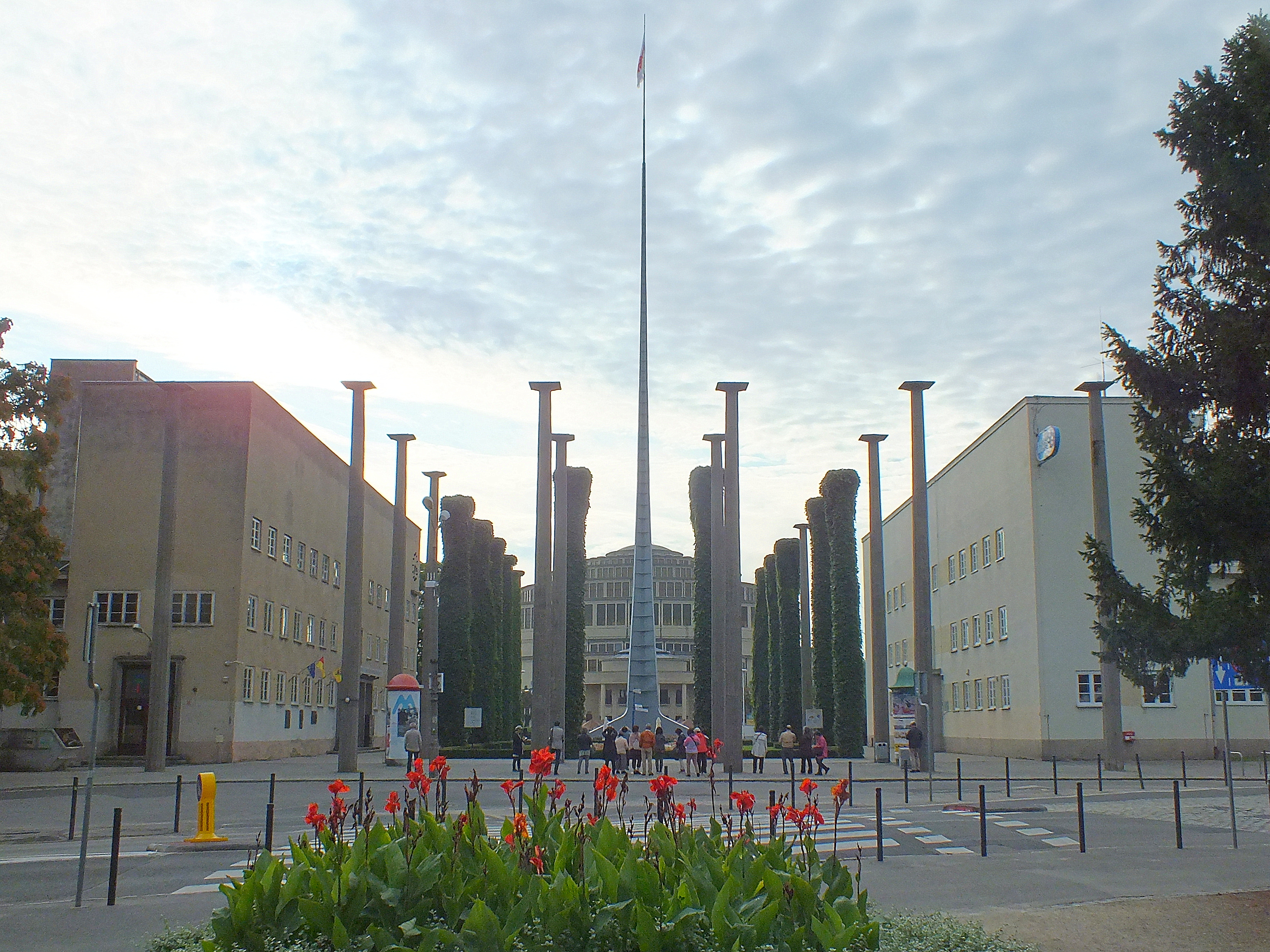
Iglica przy Hali Stulecia

Po okresie II wojny światowej Wrocław dostał się w ręce Polski. Od razu przystąpiono do odbudowy zniszczonego miasta. Przykładem takim może być socrealistyczny okres, który trwał do 1956. Pierwszą dużą inwestycją była budowa Kościuszkowskiej Dzielnicy Mieszkaniowej. Osiedle we Wrocławiu zbudowane w latach 1954–1958 według projektu Romana Tunikowskiego, obejmujące budynki przy placu Kościuszki, ulicy Świdnickiej 41–50 i ówczesnej ulicy Świerczewskiego a obecnej Józefa Piłsudskiego 54–62. Iglica znajdująca się w parku Szczytnickim, w pobliżu Hali Stulecia oraz Pergoli i Pawilonów. Wzniesiona w 1948 z okazji Wystawy Ziem Odzyskanych (WZO); konstrukcja mierzy 90,3 metra (pierwotnie 106 metrów). Projektantem był Stanisław Hempel. Gmachy Politechniki przy pl. Grunwaldzkim, arch. Krystyna i Marian Barscy.

### Powrót do tradycji modernizmu

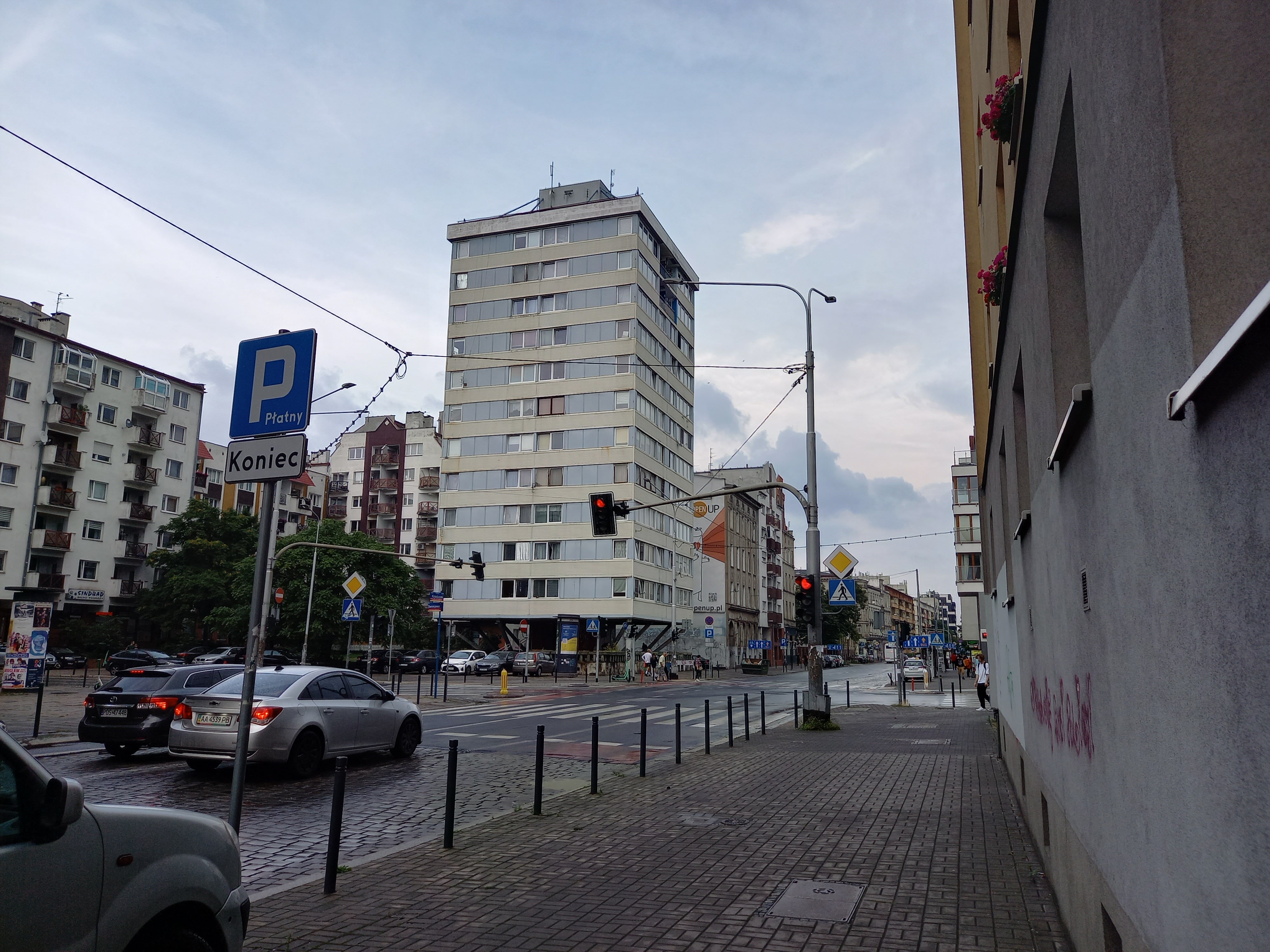
Trzonolinowiec, Wrocław ul. Kościuszki

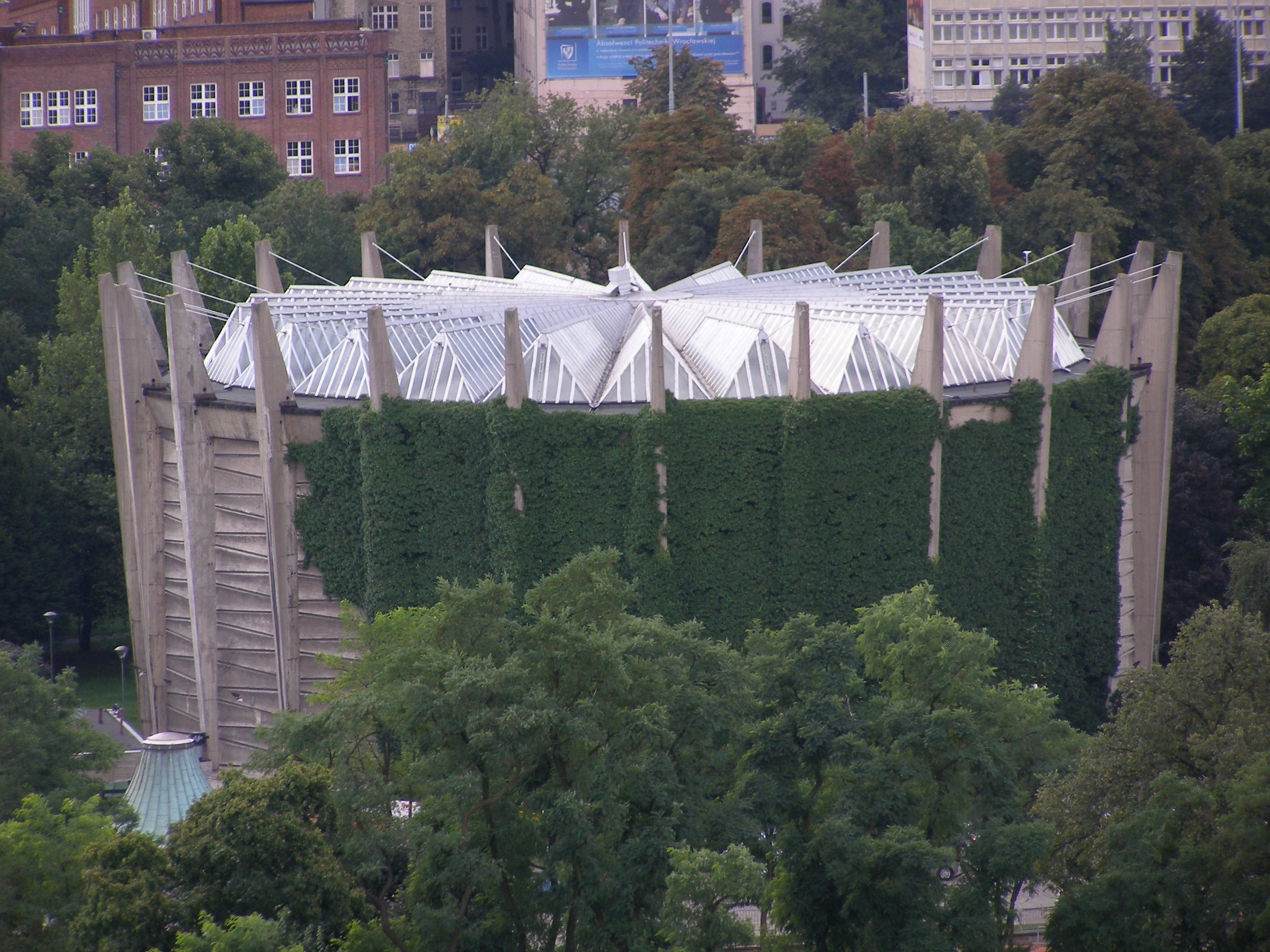
Budynek Panoramy Racławickiej

Po 1956 roku nadszedł powrót do tradycji modernizmu, który trwał do lat 80. XX wieku. Mezonetowiec przy ul. H. Kołłątaja, arch. Jadwiga Grabowska-Hawrylak, Edmund Frąckiewicz, Maria Tawryczewska i Igor Tawryczewski. Wpisany do rejestru zabytków w 2017 roku. W 2022 roku przeszedł gruntowny remont. Dom Trzonowo-Linowy („Trzonolinowiec”), czasem nazywany „linowcem” – modernistyczny budynek we Wrocławiu przy ul. Tadeusza Kościuszki 72 (róg ul. Dworcowej), zbudowany w latach 1961–1967. Budynek powstał na podstawie projektu Andrzeja Skorupy i Jacka Burzyńskiego, który został jednak znacznie zmodyfikowany i zubożony między innymi przez zmniejszenie przeszkleń. Jest to jeden z niewielu tego typu budynków w Europie. Panorama Racławicka, budynek muzeum, wzniesiony w latach 1961–1985 według projektu Ewy Dziekońskiej i Marka Dziekońskiego, został wpisany do rejestru zabytków w 1991. Od 1980 we Wrocławiu; eksponuje cykloramiczny obraz Bitwa pod Racławicami namalowany w latach 1893–1894 przez zespół malarzy pod kierunkiem Jana Styki i Wojciecha Kossaka. Obraz olejny przedstawia bitwę pod Racławicami (1794), jeden z epizodów insurekcji kościuszkowskiej. Akademiki „Ołówek” i „Kredka”, arch. Krystyna i Marian Barscy. Budynki należą do Uniwersytetu Wrocławskiego. Mierzą odpowiednio 70 i 85 metrów.

### Postmodernizm

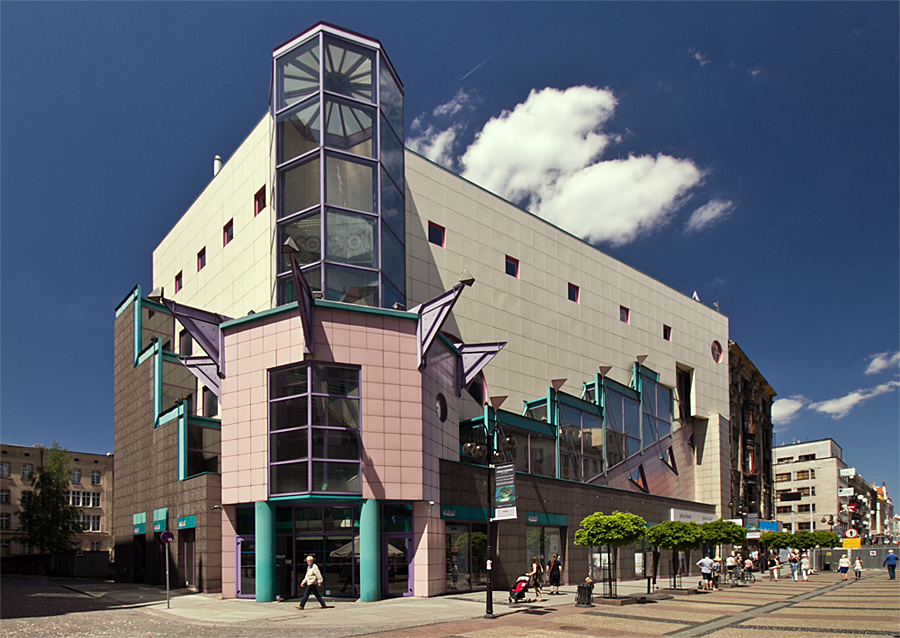
Dawny dom towarowy Solpol we Wrocławiu

Po okresie powrotu do modernizmu wraz końcem w Polsce pewnego okresu ustrojowego następuje zwrot w architekturze. Wraz ze zmianę rzeczywistości zmienia się styl w architekturze zwany później postmodernizmem. Do kluczowych budynków we Wrocławiu tego okresu należą m.in. kościół pw. św. Ignacego Loyoli – wybudowany wraz z towarzyszącym mu klasztorem w latach 1979–1990 według projektu arch. Zenona Nasterskiego, Enaissance Buisiness Center – wybudowany w 2000 roku (za projekt budynku odpowiadało SRDK Studio z Wrocławia), dom towarowy Solpol – zbudowany w latach 1992–1993, pełniący pierwotnie funkcję domu towarowego. Ten ostatni od początku budził spory ze względu na swój wygląd, miał tyle samo zwolenników co przeciwników, przez lata jego ocena była kwestią sporną wśród architektów oraz środowisk naukowych, ostatecznie został rozebrany w 2022 roku.

## Przynależność państwowa i administracyjna Wrocławia od wieku X do XXI
| Okres     |                                                                               | Państwo                                 | Zwierzchnictwo                          | Jednostka administracyjna                                                     |
| --------- | ----------------------------------------------------------------------------- | --------------------------------------- | --------------------------------------- | ----------------------------------------------------------------------------- |
| 985–1025  |                                                                               | Księstwo Polskie                        | Księstwo Polskie                        |                                                                               |
| 1025–1034 |                                                                               | Królestwo Polskie                       | Królestwo Polskie                       |                                                                               |
| 1034–1038 |                                                                               | Księstwo Polskie                        | Księstwo Polskie                        |                                                                               |
| 1038–1042 |                                                                               | Księstwo Czech                          | Księstwo Czech                          |                                                                               |
| 1042–1076 |                                                                               | Księstwo Polskie                        | Księstwo Polskie                        |                                                                               |
| 1076–1079 |                                                                               | Królestwo Polskie                       | Królestwo Polskie                       |                                                                               |
| 1079–1138 |                                                                               | Księstwo Polskie                        | Księstwo Polskie                        |                                                                               |
| 1138–1173 |                                                                               | Polska w okresie rozbicia dzielnicowego | Polska w okresie rozbicia dzielnicowego | Księstwo śląskie                                                              |
| 1173–1248 |                                                                               | Polska w okresie rozbicia dzielnicowego | Polska w okresie rozbicia dzielnicowego | Księstwo dolnośląskie                                                         |
| 1248–1320 |                                                                               | Polska w okresie rozbicia dzielnicowego | Polska w okresie rozbicia dzielnicowego | księstwo wrocławskie                                                          |
| 1320–1335 |                                                                               | księstwo wrocławskie                    | księstwo wrocławskie                    | [ l ]                                                                         |
| 1335–1620 |                                                                               | Królestwo Czech                         | Święte Cesarstwo Rzymskie               |                                                                               |
| 1620–1742 |                                                                               | Monarchia Habsburgów                    | Święte Cesarstwo Rzymskie               |                                                                               |
| 1742–1806 |                                                                               | Królestwo Prus                          | Święte Cesarstwo Rzymskie               | Kamera wrocławska, departament wrocławski, powiat wrocławski                  |
| 1806–1807 |                                                                               | Królestwo Prus                          | Królestwo Prus                          | Kamera wrocławska, departament wrocławski, powiat wrocławski                  |
| 1807      | Francja                                                                       | I Cesarstwo Francuskie                  | I Cesarstwo Francuskie                  | [ m ]                                                                         |
| 1807–1815 |                                                                               | Królestwo Prus                          | Królestwo Prus                          | Kamera wrocławska, departament wrocławski, powiat wrocławski                  |
| 1815–1871 | prowincja Śląsk, Rejencja wrocławska, powiat Wrocław–miasto                   | Królestwo Prus                          | Królestwo Prus                          |                                                                               |
| 1871–1918 |                                                                               | Cesarstwo Niemieckie                    | Cesarstwo Niemieckie                    | Królestwo Prus, prowincja Śląsk, Rejencja wrocławska, powiat Wrocław–miasto   |
| 1918–1919 |                                                                               | Republika Weimarska                     | Republika Weimarska                     | land Prusy, prowincja Śląsk, Rejencja wrocławska, powiat Wrocław–miasto       |
| 1919–1933 | land Prusy, prowincja Dolny Śląsk, Rejencja wrocławska, powiat Wrocław–miasto | Republika Weimarska                     | Republika Weimarska                     |                                                                               |
| 1933–1938 |                                                                               | III Rzesza                              | III Rzesza                              | land Prusy, prowincja Dolny Śląsk, Rejencja wrocławska, powiat Wrocław–miasto |
| 1938–1941 | land Prusy, prowincja Śląsk, Rejencja wrocławska, powiat Wrocław–miasto       | III Rzesza                              | III Rzesza                              |                                                                               |
| 1941–1945 | land Prusy, prowincja Dolny Śląsk, Rejencja wrocławska, powiat Wrocław–miasto | III Rzesza                              | III Rzesza                              |                                                                               |
| 1945–1946 | Polska                                                                        | Rzeczpospolita Polska                   | Rzeczpospolita Polska                   | Okręg II (Dolny Śląsk)                                                        |
| 1946–1950 | Polska                                                                        | Rzeczpospolita Polska                   | Rzeczpospolita Polska                   | Województwo wrocławskie, powiat grodzki                                       |
| 1950–1952 | Polska                                                                        | Rzeczpospolita Polska                   | Rzeczpospolita Polska                   | Województwo wrocławskie, powiat grodzki                                       |
| 1952–1957 | Polska                                                                        | Polska Rzeczpospolita Ludowa            | Polska Rzeczpospolita Ludowa            | Województwo wrocławskie, powiat grodzki                                       |
| 1957–1975 | Polska                                                                        | Polska Rzeczpospolita Ludowa            | Polska Rzeczpospolita Ludowa            | Województwo wrocławskie, Miasto wydzielone                                    |
| 1975–1989 | Polska                                                                        | Polska Rzeczpospolita Ludowa            | Polska Rzeczpospolita Ludowa            | Województwo wrocławskie, początkowo miasto wydzielone na prawach województwa  |
| 1989–1998 | Polska                                                                        | Rzeczpospolita Polska                   | Rzeczpospolita Polska                   | Województwo wrocławskie, Gmina miejska                                        |
| od 1999   | Polska                                                                        | Rzeczpospolita Polska                   | Rzeczpospolita Polska                   | Województwo dolnośląskie, Miasto na prawach powiatu                           |